# In 3D

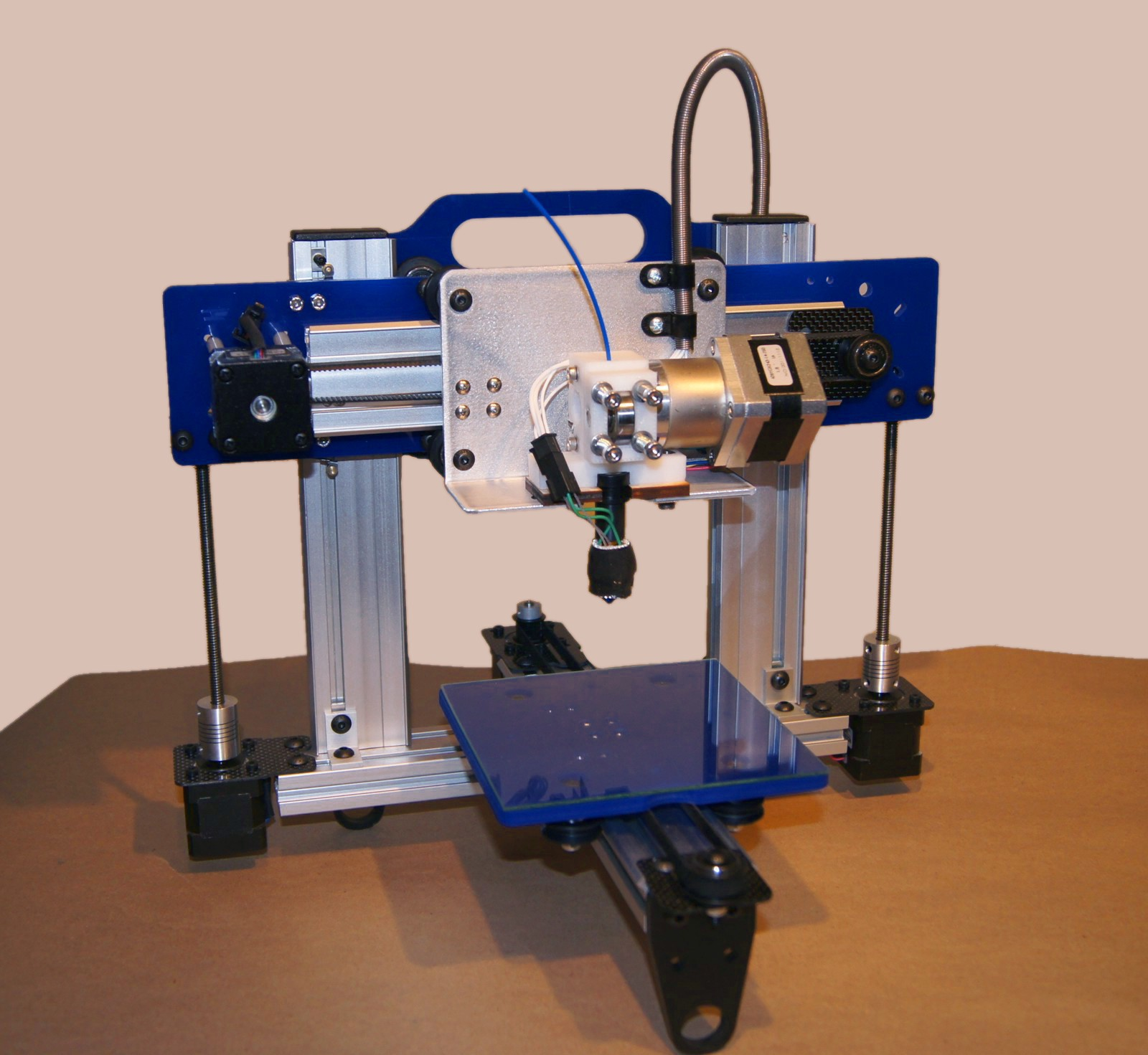
Máy in ORDbot Quantum 3D

In 3D (tiếng Anh: Three Dimensional Printing) hay còn gọi là Công nghệ bồi đắp vật liệu, là một chuỗi kết hợp các công đoạn khác nhau để tạo ra một vật thể ba chiều. Người đã phát minh ra công nghệ in này là Chuck Hull. Trong in 3D, các lớp vật liệu được đắp chồng lên nhau và được định dạng dưới sự kiểm soát của máy tính để tạo ra vật thể. Các đối tượng này có thể có hình dạng bất kỳ, và được tạo ra từ một mô hình 3D hoặc các nguồn dữ liệu điện tử khác. Máy In 3D thật ra là một loại robot công nghiệp. Nó có nhiều công nghệ khác nhau, như in li-tô lập thể (STL) hay mô hình hoá lắng đọng nóng chảy (FDM). Do đó, không giống một quy trình gia công loại bỏ vật liệu thông thường, In 3D sản xuất đắp dần một đối tượng ba chiều từ mô hình thiết kế có sự hỗ trợ của phần mềm máy tính (AutoCAD) hoặc là các tập tin AMF, thường bằng cách thêm vật liệu theo từng lớp.
Thuật ngữ "In 3D" có ý nghĩa liên quan đến quá trình tích lũy một cách tuần tự các vật liệu kết dính trên bàn in bằng đầu máy in phun. Gần đây, ý nghĩa của thuật ngữ này đã được mở rộng để bao gồm đa dạng hơn các kỹ thuật như các quy trình dựa trên hoạt động phun và thiêu kết. Tiêu chuẩn kỹ thuật thường sử dụng hạn sản xuất đắp dần cho nghĩa rộng hơn này.

## Lịch sử

### Các thuật ngữ và phương pháp

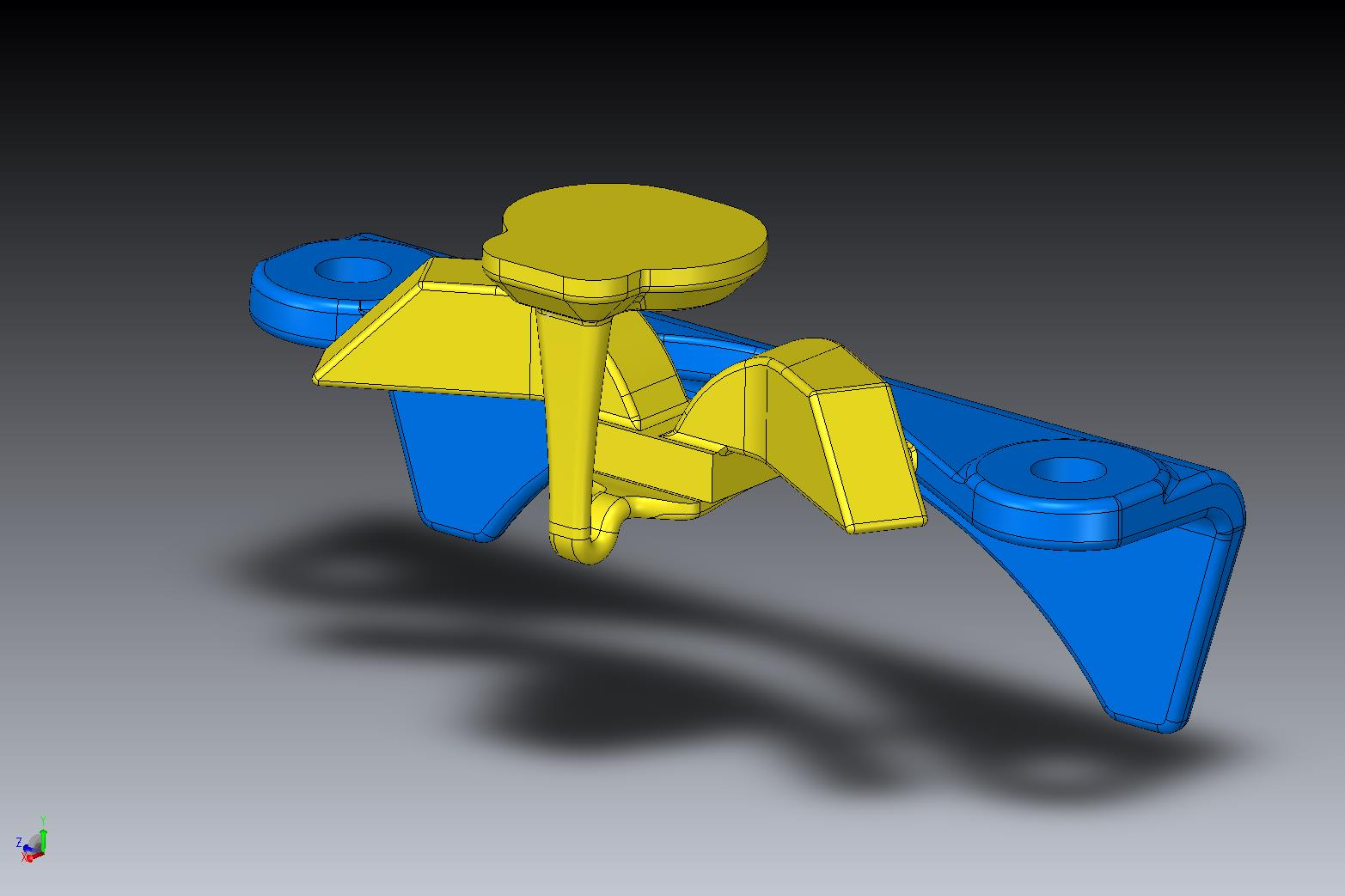
Mô hình CAD sử dụng cho việc in ấn 3D

Thiết bị và vật liệu AM đã được phát triển trong những năm 1980. Năm 1981, Hideo Kodama của Viện Nghiên cứu Công nghiệp thành phố Nagoya phát minh 2:00 chế tạo các phương pháp của một mô hình bằng nhựa ba chiều với hình ảnh cứng polymer, nơi diện tích tiếp xúc với tia cực tím được kiểm soát bởi một mô hình lớp hay phát quang quét. Sau đó, vào năm 1984, Chuck Hull của Công ty Cổ phần Hệ thống 3D, đã phát triển một hệ thống nguyên mẫu dựa trên quá trình này được gọi là stereolithography, trong đó các lớp được bổ sung bằng cách chữa giấy nến với ánh sáng cực tím laser. Hull định nghĩa quá trình như một "hệ thống để tạo ra các đối tượng ba chiều bằng cách tạo ra một mô hình mặt cắt của các đối tượng được hình thành," nhưng điều này đã được phát minh bởi Kodama. Đóng góp của Hull là việc thiết kế các định dạng STL (STereoLithography) tập tin được chấp nhận rộng rãi bởi các phần mềm in 3D cũng như các slicing và ấp ủ chiến lược kỹ thuật số phổ biến đến nhiều quá trình ngày hôm nay. Thuật ngữ in 3D ban đầu được gọi là quá trình sử dụng tiêu chuẩn và tùy chỉnh máy in phun đầu in. Các công nghệ được sử dụng bởi hầu hết các máy in 3D cho đến nay, đặc biệt là người nuôi cá và các mẫu được người tiêu dùng theo định hướng mô hình lắng đọng hợp nhất, một ứng dụng đặc biệt của nhựa đùn.
AM xử lý để thiêu kết kim loại hoặc tan chảy (như thiêu kết có chọn lọc tia laser, kim loại trực tiếp bằng laser thiêu kết, và chọn lọc tia laser nóng chảy) thường đi bằng tên riêng của mình trong năm 1980 và 1990. Gần như tất cả các sản kim loại tại thời điểm đó là do đúc, chế tạo, đóng dấu, và gia công; mặc dù rất nhiều tự động hóa được áp dụng cho những công nghệ (chẳng hạn như bằng robot hàn và CNC), ý tưởng về một công cụ hoặc đầu chuyển qua một phong bì công việc 3D chuyển một khối lượng của nguyên liệu thô thành một hình dạng mong muốn bằng lớp lớp được liên kết bởi hầu hết mọi người chỉ với quá trình loại bỏ kim loại (thay vì thêm nó), chẳng hạn như CNC phay, CNC EDM, và nhiều người khác. Nhưng AM-loại thiêu kết đã bắt đầu thách thức giả định đó. Vào giữa những năm 1990, các kỹ thuật mới cho vật liệu lắng đọng được phát triển tại Stanford và Đại học Carnegie Mellon, bao gồm microcasting và vật liệu phun. vật liệu hiến tế và hỗ trợ cũng đã trở nên phổ biến hơn, cho phép hình học đối tượng mới.
Các thuật ngữ chung sản xuất phụ gia tăng tiền tệ rộng hơn trong các thập kỷ của những năm 2000 như các quá trình phụ khác nhau trưởng thành và nó trở nên rõ ràng rằng việc loại bỏ sớm bằng kim loại sẽ không còn là quá trình gia công kim loại chỉ được thực hiện theo đó loại điều khiển (một công cụ hoặc đầu di chuyển qua một phong bì công việc 3D chuyển một khối lượng của nguyên liệu vào một lớp hình dạng mong muốn của lớp). Đó là trong thập kỷ này mà hạn chế bớt để xuất hiện như là một retronym cho các gia đình lớn của quá trình gia công với việc cắt kim loại như là chủ đề phổ biến của họ. Tuy nhiên, vào thời điểm đó, thuật ngữ in ấn 3D vẫn chỉ gọi những công nghệ polymer trong hầu hết tâm trí, và các hạn AM là likelier để được sử dụng trong bối cảnh kim loại so với những người say mê polymer / phun / stereolithography. Thuật ngữ trừ không thay thế được các hạn công, thay vì bổ sung nó khi một thuật ngữ bao hàm bất kỳ phương pháp loại bỏ là cần thiết.
Bởi những năm 2010 đầu năm, các từ ngữ in 3D và sản xuất phụ gia phát triển các giác quan, trong đó họ là đồng nghĩa thuật ngữ bao trùm cho tất cả các công nghệ AM. Mặc dù đây là một khởi hành từ trước đó về mặt kỹ thuật các giác quan của họ hẹp hơn, nó phản ánh một thực tế đơn giản mà các công nghệ chia sẻ tất cả các chủ đề chung của lớp tuần tự các tài liệu bổ sung / tham gia trong suốt một phong bì 3D làm việc dưới sự kiểm soát tự động. (Các điều khoản khác đã xuất hiện, mà thường được sử dụng như là từ đồng nghĩa AM (dù đôi khi hypernyms), đã sản xuất máy tính để bàn, sản xuất nhanh chóng [là người thừa kế sản xuất cấp hợp lý để tạo mẫu nhanh ], và sản xuất theo yêu cầu [mà vang trên -demand in theo nghĩa 2D in ].) The 2010s là những thập kỷ đầu tiên, trong đó bộ phận kim loại như khung cơ và các loại hạt lớn sẽ được phát triển (trước hoặc thay vì gia công) trong sản xuất công việc chứ không phải hơn obligately được gia công từ cổ phiếu thanh hoặc tấm.

### Ứng dụng

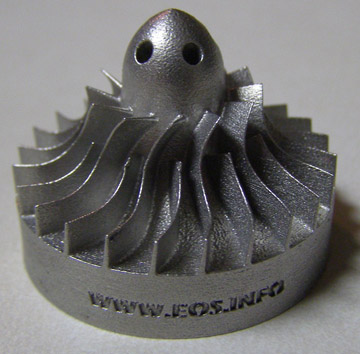
Mô hình của một tuabin thấy ích lợi của 3d in ấn trong ngành công nghiệp

Công nghệ AM thấy các ứng dụng bắt đầu từ những năm 1980 trong phát triển sản phẩm, dữ liệu trực quan, nhanh chóng tạo mẫu và sản xuất chuyên ngành. Mở rộng sang sản xuất (sản xuất công việc, sản xuất hàng loạt, và sản xuất phân phối) đã được phát triển trong những thập kỷ kể từ đó. Vai trò sản xuất công nghiệp trong kim loại công nghiệp đạt được quy mô lớn lần đầu tiên trong những năm 2010 đầu năm. Kể từ đầu thế kỷ 21 đã có sự tăng trưởng lớn trong việc bán các máy AM, và giá đã giảm đáng kể. Theo Wohlers Associates, một công ty, thị trường cho máy in và các dịch vụ 3D được trị giá $2200000000 trên toàn thế giới trong năm 2012, tăng 29% so với năm 2011. Có nhiều ứng dụng cho công nghệ AM, bao gồm kiến trúc, xây dựng (AEC), thiết kế công nghiệp, ô tô, hàng không vũ trụ, quân sự, kỹ thuật, công nghiệp nha khoa và y tế, công nghệ sinh học (con người thay thế mô), thời trang, giày dép, đồ trang sức, kính mắt, giáo dục, hệ thống thông tin địa lý, thực phẩm, và nhiều lĩnh vực khác.
Năm 2005, một người nuôi cá và nhà sử dụng thị trường mở rộng nhanh chóng được thành lập với việc khai trương các mã nguồn mở RepRap và Fab@Home Project. Hầu như tất cả các nhà sử dụng máy in 3D phát hành cập nhật có nguồn gốc kỹ thuật của họ trong các dự án trên sẽ RepRap và các sáng kiến phần mềm nguồn mở có liên quan. Trong sản xuất phân tán, một nghiên cứu đã tìm thấy rằng in 3D có thể trở thành một sản phẩm thị trường đại chúng cho phép người tiêu dùng để tiết kiệm tiền liên quan đến việc mua các vật dụng thông thường. Ví dụ, thay vì đi đến một cửa hàng để mua một đối tượng thực hiện trong một nhà máy do tiêm đúc (chẳng hạn như một cốc đo hoặc phễu), một người thay thế có thể in nó ở nhà từ một mô hình 3D.

## Nguyên tắc chung

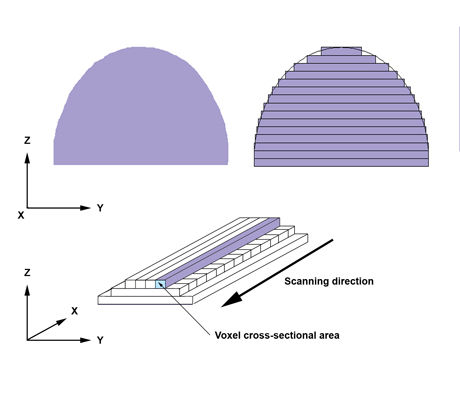
Mô hình cắt 3D

### Mô hình hóa
Mô hình 3D in có thể được tạo ra với một thiết kế máy tính hỗ trợ (CAD) gói hoặc thông qua một máy quét 3D hoặc thông qua một máy ảnh kỹ thuật số và đồng bằng trắc phần mềm.
Các quá trình làm mẫu của nhãn hiệu của việc chuẩn bị dữ liệu hình học cho đồ họa máy tính 3D tương tự như thuật nhựa như điêu khắc. Quét 3D là một quá trình phân tích và thu thập dữ liệu kỹ thuật số vào hình dạng và sự xuất hiện của một đối tượng thực sự. Dựa trên dữ liệu này, các mô hình ba chiều của các đối tượng quét sau đó có thể được sản xuất.
Bất kể các phần mềm mô phỏng 3D được sử dụng, các mô hình 3D (thường trong.skp,.dae,.3 ds hoặc một số định dạng khác) sau đó cần phải được chuyển đổi sang một trong hai a.STL hoặc một định dạng.obj, để cho phép việc in ấn (aka "CAM") phần mềm để có thể đọc nó.

### In
Trước khi in một mô hình 3D từ một tập tin STL, trước tiên nó phải được kiểm tra về "lỗi đa dạng", bước này được gọi là "fixup". Đặc biệt là STL của đã được sản xuất từ một mô hình thu được thông qua chức năng quét 3D thường có nhiều lỗi đa dạng trong đó mà cần phải được cố định. Ví dụ về các lỗi đa dạng là các bề mặt mà không kết nối, những khoảng trống trong các mô hình, v.v... Ví dụ về các phần mềm có thể được sử dụng để sửa chữa những sai sót này netfabb và Meshmixer, hoặc thậm chí Cura, hoặc Slic3r.
Khi đã xong, file.STL cần phải được xử lý bởi một phần mềm được gọi là một "slicer" mà chuyển đổi các mô hình thành một loạt các lớp mỏng và tạo ra một tập tin G-code có chứa các hướng dẫn phù hợp với một loại hình cụ thể của máy in 3D (máy in FDM). Tập tin G-code này sau đó có thể được in với in ấn 3D client phần mềm (mà tải các G-code, và sử dụng nó để hướng dẫn cho máy in 3D trong quá trình in ấn 3D). Cần lưu ý ở đây là thường, các phần mềm máy khách và slicer được kết hợp thành một chương trình phần mềm trong thực tế. Một số chương trình mã nguồn mở slicer tồn tại, bao gồm cả Skeinforge, Slic3r, và Cura cũng như các chương trình mã nguồn đóng bao gồm Simplify3D và KISSlicer. Ví dụ về các khách hàng in ấn 3D bao gồm Repetier-Host, ReplicatorG, Printrun / Pronterface,....

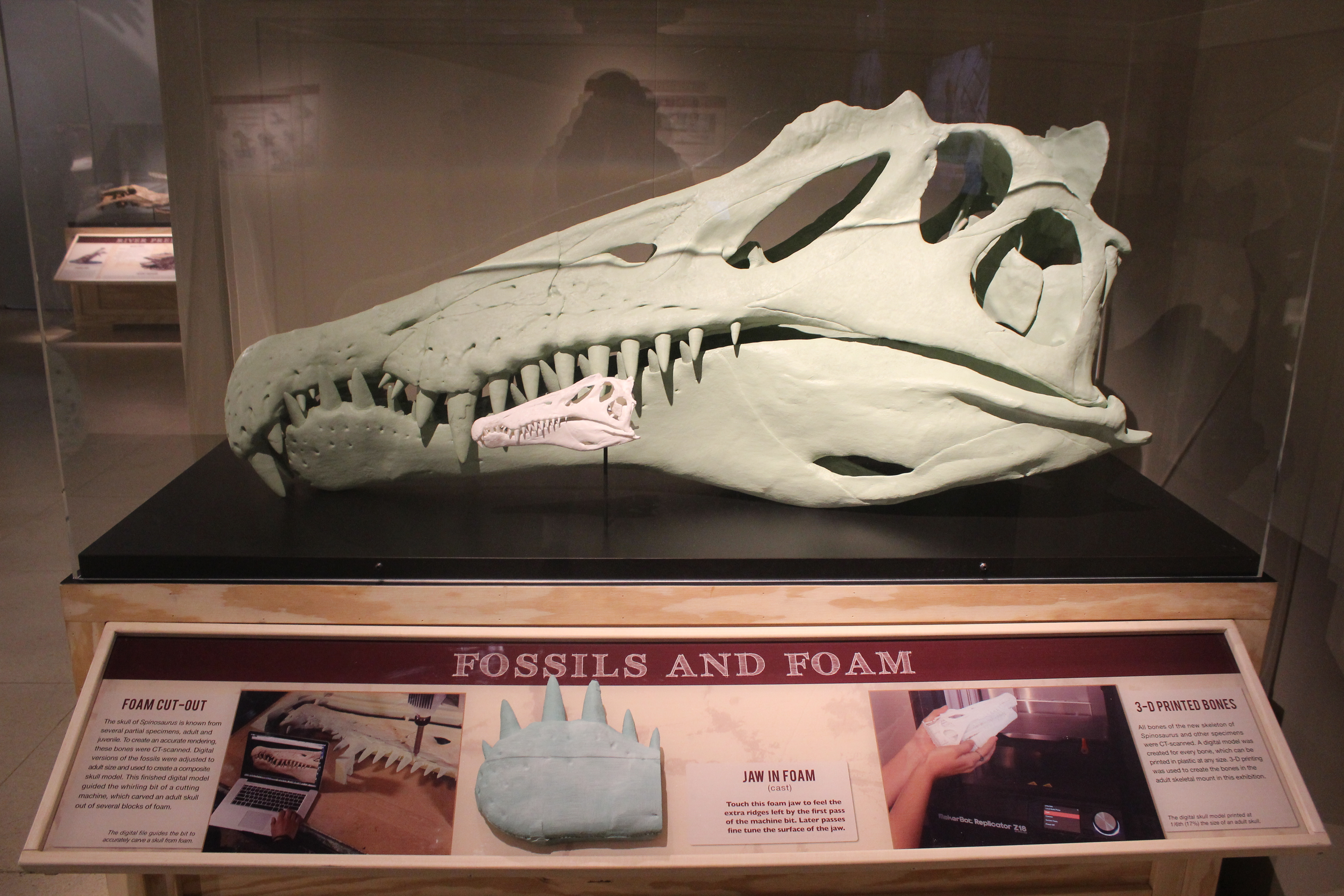
Sọ quét của Spinosaurus được in bằng công nghệ 3D

Lưu ý rằng có một mảnh khác của phần mềm thường được sử dụng bởi những người sử dụng in ấn 3D, cụ thể là một người xem GCode. Phần mềm này cho phép kiểm tra một trong những tuyến đường đi của vòi phun máy in. Bằng cách kiểm tra này, người dùng có thể quyết định sửa đổi GCode để in các mô hình một cách khác nhau (ví dụ như ở một vị trí khác nhau, ví dụ như đứng so với nằm xuống) để tiết kiệm nhựa (tùy thuộc vào vị trí và vòi phun đi, nhiều hơn hoặc ít hơn hỗ trợ vật chất có thể cần thiết). Ví dụ người xem GCode là Gcode Viewer cho Blender và Pleasant3D.
Các máy in 3D sau các hướng dẫn G-code để nằm xuống lớp kế tiếp của chất lỏng, bột, giấy hoặc các vật liệu tấm để xây dựng các mô hình từ một loạt các mặt cắt ngang. Những lớp này, tương ứng với các mặt cắt ngang ảo từ các mô hình CAD, được tham gia hoặc tự động kết hợp để tạo ra các hình dạng cuối cùng. Ưu điểm chính của kỹ thuật này là khả năng tạo ra bất kỳ hình dạng gần như hoặc tính năng hình học.
Độ phân giải máy in mô tả lớp dày và độ phân giải XY trong chấm trên mỗi inch (dpi) hoặc micromet (micron). Độ dày lớp điển hình là khoảng 100 mm (250 DPI), mặc dù một số máy như Objet Connex loạt và Hệ thống 3D 'Projet series có thể in lớp mỏng như 16 mm (1.600 DPI). XY độ phân giải tương đương với máy in laser. Các hạt (chấm 3D) là khoảng 50 đến 100 mm (510-250 DPI) đường kính.
Xây dựng một mô hình với các phương pháp hiện đại có thể mất từ vài giờ đến vài ngày, tùy thuộc vào phương pháp được sử dụng và kích thước và độ phức tạp của mô hình. Các hệ thống phụ gia thường có thể làm giảm thời gian này để một vài giờ, mặc dù nó thay đổi tùy rộng rãi trên các loại máy được sử dụng và kích thước và số lượng của các mô hình được sản xuất cùng một lúc.
Kỹ thuật truyền thống như ép phun có thể ít tốn kém để sản xuất các sản phẩm polyme với số lượng cao, nhưng sản xuất chất phụ gia có thể được nhanh hơn, linh hoạt hơn và ít tốn kém khi sản xuất với số lượng tương đối nhỏ của các bộ phận. Máy in 3D cung cấp cho các nhà thiết kế và đội ngũ phát triển khái niệm khả năng để sản xuất các bộ phận và các mô hình khái niệm sử dụng một máy in kích cỡ màn hình.

### Hoàn thiện
Mặc dù độ phân giải máy in sản xuất là đủ cho nhiều ứng dụng, in một phiên bản hơi quá khổ của đối tượng mong muốn ở độ phân giải tiêu chuẩn và sau đó loại bỏ các tài liệu với một độ phân giải cao hơn quá trình trừ có thể đạt được độ chính xác cao hơn.
Một số polyme in cho phép các bề mặt được làm nhẵn và cải thiện quá trình sử dụng hơi hóa chất.
Một số kỹ thuật sản xuất chất phụ gia có khả năng sử dụng nhiều vật liệu trong quá trình xây dựng các bộ phận. Những kỹ thuật này có thể in nhiều màu sắc và kết hợp màu sắc cùng một lúc, và sẽ không cần thiết phải sơn.
Một số kỹ thuật in ấn đòi hỏi sự hỗ trợ nội bộ được xây dựng cho nhô ra tính năng trong xây dựng. Những hỗ trợ này phải được loại bỏ một cách máy móc hoặc giải thể sau khi hoàn thành các bản in.
Tất cả các kim loại máy in 3D thương mại liên quan đến việc cắt giảm các thành phần kim loại ra khỏi bề mặt kim loại sau khi lắng đọng. Một tiến trình mới cho các GMAW 3-D in cho phép thay đổi bề mặt chất nền để loại bỏ nhôm thành phần bằng tay với một cái búa.

## Quy trình

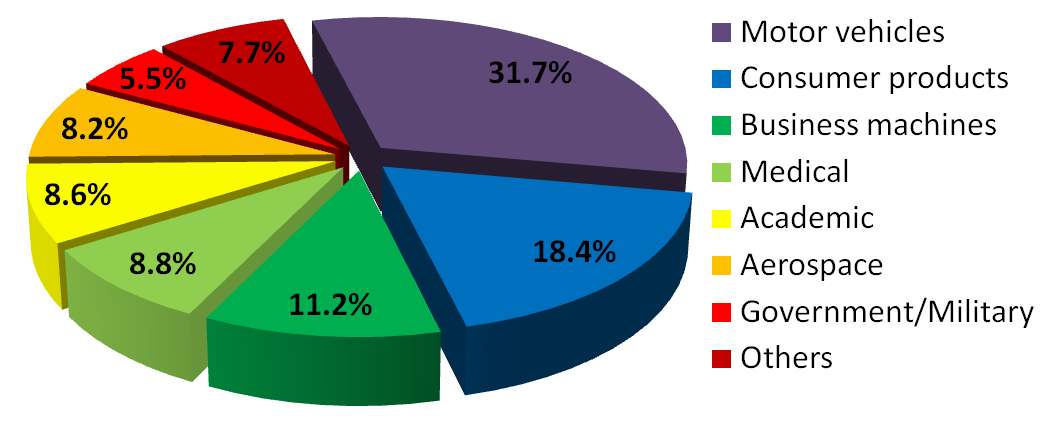
Tạo mẫu nhanh trên toàn thế giới năm 2001

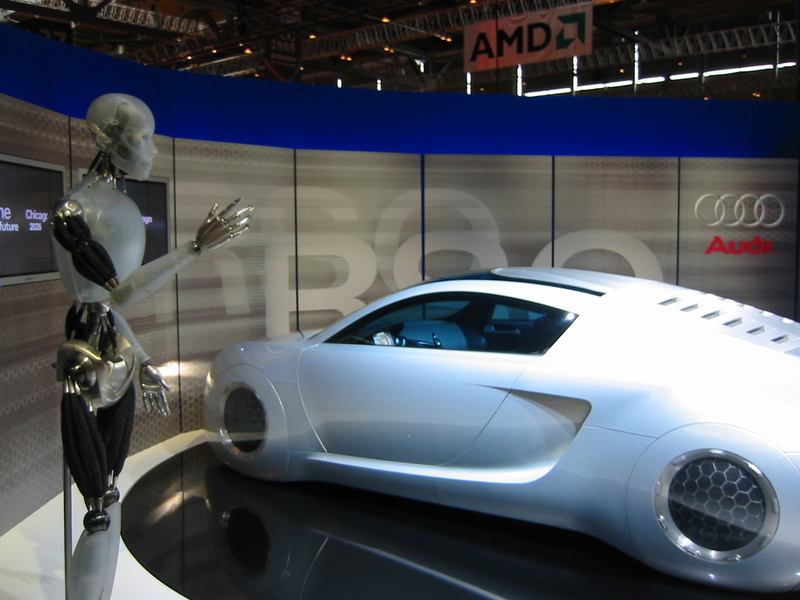
Các mẫu xe Audi được thực hiện và lắp ghép nhanh

Một số quy trình in 3D khác nhau đã được phát minh ra từ cuối năm 1970. Các máy in ban đầu lớn, đắt tiền, và rất hạn chế trong những gì họ có thể sản xuất.
Một số lượng lớn của các quá trình phụ đang có sẵn. Sự khác biệt chính giữa các tiến trình đang trong cách lớp lắng đọng để tạo các bộ phận và trong các vật liệu được sử dụng. Một số phương pháp làm tan hoặc làm mềm nguyên liệu để sản xuất các lớp, ví dụ như chọn lọc nóng chảy bằng laser (SLM) hoặc kim loại thiêu kết trực tiếp bằng laser (DMLS), tia laser thiêu kết có chọn lọc (SLS), mô hình lắng đọng hợp nhất (FDM), hoặc hợp nhất chế tạo dây tóc (FFF), trong khi những người khác chữa vật liệu lỏng sử dụng các công nghệ tinh vi khác nhau, ví dụ như stereolithography (SLA). Với nhiều lớp đối tượng sản xuất (LOM), lớp mỏng được cắt thành hình và nối lại với nhau (ví dụ như giấy, nhựa, kim loại). Mỗi phương pháp có ưu điểm và nhược điểm riêng của nó, đó là lý do tại sao một số công ty do đó cung cấp một sự lựa chọn giữa bột và polymer vật liệu sử dụng để xây dựng các đối tượng. Các công ty khác đôi khi được sử dụng tiêu chuẩn, off-the-shelf giấy kinh doanh như xây dựng nguyên liệu để sản xuất một mẫu thử nghiệm độ bền cao. Các vấn đề chính trong việc lựa chọn một máy nói chung là tốc độ, chi phí của máy in 3D, chi phí của các mẫu thử nghiệm, chi phí in ấn và lựa chọn vật liệu, màu sắc và khả năng.
Máy in làm việc trực tiếp với các kim loại đắt tiền. Trong một số trường hợp, tuy nhiên, máy in rẻ tiền hơn có thể được sử dụng để làm cho một khuôn, mà sau đó được sử dụng để tạo các bộ phận kim loại.

### Nung chảy lắng đọng

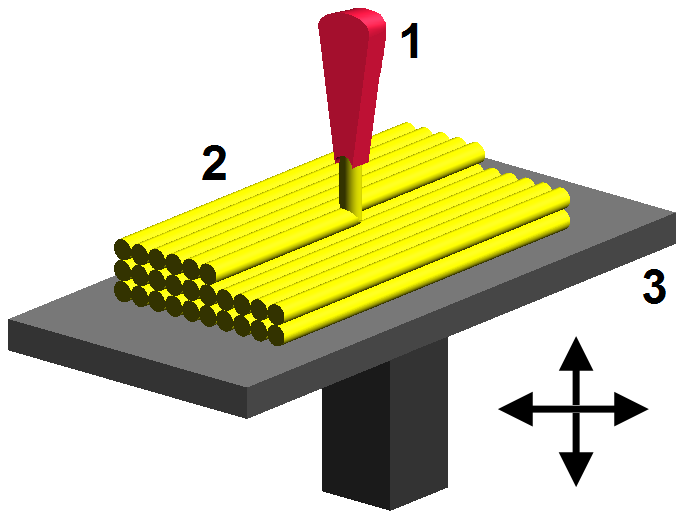
Mô hình hợp nhất lắng đọng: 1 - vòi phun ejecting nóng chảy nhựa, 2 - tài liệu lưu ký (phần mô hình hóa), 3 - kiểm soát bảng di động

Mô hình lắng đọng hợp nhất (FDM) được phát triển bởi S. Scott Crump vào cuối những năm 1980 và đã được thương mại hóa vào năm 1990 bởi Stratasys. Sau khi bằng sáng chế về công nghệ này đã hết hạn, một cộng đồng phát triển mã nguồn mở được phát triển lớn và cả thương mại và DIY biến thể sử dụng loại máy in 3D xuất hiện. Kết quả là, giá của công nghệ này đã giảm hai bậc từ những sáng tạo.
Trong tụ hợp nhất mô hình hóa các mô hình hoặc một phần được sản xuất bằng cách đùn hạt nhỏ chất đó cứng lại ngay lập tức để tạo thành lớp. Một nhiệt dẻo sợi hoặc dây kim loại được quấn trên một cuộn dây được unreeled để cung cấp nguyên liệu cho một đùn đầu vòi phun. Các đầu vòi phun làm nóng vật liệu và biến dòng chảy và tắt. Thông thường stepper động cơ hoặc động cơ servo được sử dụng để di chuyển đầu phun ra và điều chỉnh dòng chảy. Người đứng đầu có thể được di chuyển theo cả hai chiều ngang và dọc, và kiểm soát của cơ chế này thường được thực hiện bởi một sản xuất máy tính hỗ trợ gói (CAM) phần mềm chạy trên một vi điều khiển.
Polyme khác nhau được sử dụng, bao gồm cả acrylonitrile butadiene styrene (ABS), polycarbonate (PC), axit polylactic (PLA), polyethylene mật độ cao (HDPE), PC / ABS, polyphenylsulfone (PPSU) và tác động cao polystyrene (HIPS). Nói chung, các polymer là trong các hình thức của một sợi chế tạo từ nhựa nguyên sinh. Có nhiều dự án trong cộng đồng mã nguồn mở nhằm xử lý hậu tiêu dùng chất thải nhựa thành sợi. Liên quan đến máy được sử dụng để cắt nhỏ và extrude các vật liệu nhựa vào sợi.
FDM được phần nào bị hạn chế trong các biến thể của hình dạng mà có thể được chế tạo. Ví dụ, FDM thường không có thể sản xuất các cấu trúc thạch nhũ giống như, vì họ sẽ không được hỗ trợ trong quá trình xây dựng. Nếu không, một hỗ trợ mỏng phải được thiết kế thành các cấu trúc có thể bị vỡ ra trong khi xử lý.

### Kết dính các vật liệu dạng hạt

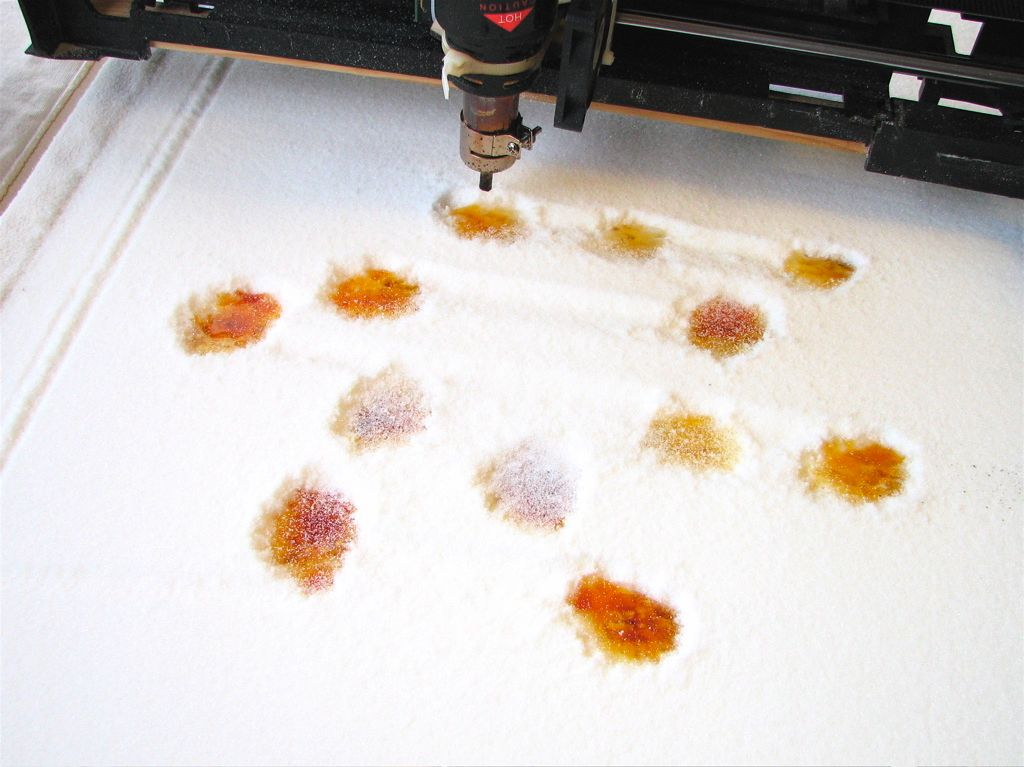
Các CandyFab hệ thống in dạng hạt sử dụng khí nóng và đường cát để sản xuất các vật phẩm nghệ thuật thực phẩm cấp

Polyme khác nhau được sử dụng, bao gồm cả acrylonitrile butadiene styrene (ABS), polycarbonate (PC), axit polylactic (PLA), polyethylene mật độ cao (HDPE), PC / ABS, polyphenylsulfone (PPSU) và tác động cao polystyrene (HIPS). Nói chung, các polymer là trong các hình thức của một sợi chế tạo từ nhựa nguyên sinh. Có nhiều dự án trong cộng đồng mã nguồn mở nhằm xử lý hậu tiêu dùng chất thải nhựa thành sợi. Liên quan đến máy được sử dụng để cắt nhỏ và extrude các vật liệu nhựa vào sợi.
FDM được phần nào bị hạn chế trong các biến thể của hình dạng mà có thể được chế tạo. Ví dụ, FDM thường không có thể sản xuất các cấu trúc thạch nhũ giống như, vì họ sẽ không được hỗ trợ trong quá trình xây dựng. Nếu không, một hỗ trợ mỏng phải được thiết kế thành các cấu trúc có thể bị vỡ ra trong khi xử lý.
Selective Laser trình thiêu kết (SLS) đã được phát triển và cấp bằng sáng chế của tiến sĩ Carl Deckard và tiến sĩ Joseph Beaman tại Đại học Texas tại Austin vào giữa những năm 1980, dưới sự bảo trợ của DARPA. Một quá trình tương tự đã được cấp bằng sáng chế mà không bị thương mại hóa bởi RF Housholder vào năm 1979.
Chọn lọc tia laser nóng chảy (SLM) không sử dụng quá trình thiêu kết cho các phản ứng tổng hợp hạt bột nhưng sẽ hoàn toàn tan bột dùng laser năng lượng cao để tạo ra vật liệu hoàn toàn dày đặc trong một phương thức lớp khôn ngoan có tính chất cơ học tương tự như của các kim loại được sản xuất thông thường.
Chùm tia điện tử nóng chảy (EBM) là một loại tương tự của phụ gia công nghệ sản xuất cho các bộ phận kim loại (ví dụ như hợp kim titan). EBM sản xuất các bộ phận bằng kim loại nóng chảy lớp bột của lớp với một chùm tia điện tử trong chân không cao. Không giống như các kỹ thuật thiêu kết kim loại hoạt động dưới nhiệt độ nóng chảy, phần EBM là hoàn toàn dày đặc, void-miễn phí, và rất mạnh mẽ.
Một phương pháp khác bao gồm một 3D in phun hệ thống. Các máy in tạo ra các mô hình một lớp tại một thời gian bằng cách trải một lớp bột (thạch cao, hoặc nhựa) và in một chất kết dính trong các mặt cắt ngang của phần sử dụng một quá trình in phun như thế nào. Điều này được lặp đi lặp lại cho đến khi tất cả các lớp đã được in. Công nghệ này cho phép in ấn các nguyên mẫu đầy đủ màu sắc, nhô ra, và các bộ phận đàn hồi. Sức mạnh của bản in bột ngoại quan có thể được tăng cường bằng sáp hoặc nhiệt rắn polymer ngâm tẩm.

### Lamination
Trong một số máy in, giấy có thể được sử dụng làm vật liệu xây dựng, dẫn đến chi phí thấp hơn để in. Trong những năm 1990 một số công ty trên thị trường máy in mà cắt mặt cắt ngang ra đặc biệt dính bọc giấy sử dụng một laser carbon dioxide và sau đó ép chúng lại với nhau.
Năm 2005, Mcor Technologies Ltd đã phát triển một quy trình khác nhau bằng cách sử dụng thông thường của tấm giấy văn phòng, một tungsten carbide lưỡi để cắt hình dạng, và lắng đọng có chọn lọc các chất kết dính và áp lực để liên kết các nguyên mẫu.
Ngoài ra còn có một số công ty bán máy in mà in nhiều lớp đối tượng sử dụng tấm nhựa và kim loại mỏng.

### Quang hóapolymer

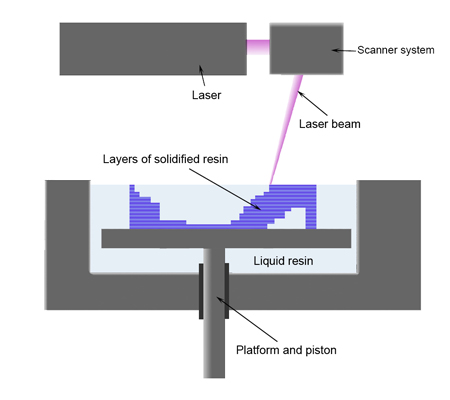
Bộ máy Stereolithography

Stereolithography được cấp bằng sáng chế vào năm 1986 bởi Chuck Hull. PPhotopolymerization chủ yếu được sử dụng trong stereolithography (SLA) để sản xuất một phần rắn từ chất lỏng. Quá trình này định nghĩa lại một cách đáng kể các nỗ lực trước đó, từ "photosculpture" phương pháp của François Willème (1830-1905) vào năm 1860 thông qua các photopolymerization của Matsubara Mitsubishi năm 1974 Các phương pháp "photosculpture" gồm chụp một đối tượng từ một loạt các cách đều góc và chiếu mỗi bức ảnh lên một màn hình, nơi một pantagraph đã được sử dụng để theo dõi các phác thảo trên mô hình đất sét
Trong ảnh trùng hợp, một thùng của polymer lỏng tiếp xúc với ánh sáng kiểm soát theo safelight điều kiện. Các polymer lỏng tiếp xúc cứng lại. Việc xây dựng các tấm sau đó di chuyển xuống trong từng bước nhỏ và các polymer lỏng là một lần nữa tiếp xúc với ánh sáng. Quá trình này lặp đi lặp lại cho đến khi các mô hình đã được xây dựng. Các polymer lỏng sau đó được lấy từ những vat, để lại các mô hình rắn. Các EnvisionTEC Perfactory là một ví dụ về một hệ thống tạo mẫu nhanh DLP.
Hệ thống máy in phun như Objet PolyJet liệu hệ thống phun photopolymer lên một khay xây dựng trong lớp cực mỏng (từ 16 đến 30 mm) cho đến khi phần được hoàn thành. Mỗi lớp photopolymer được chữa khỏi với ánh sáng UV sau khi được phun nước, sản xuất mô hình chữa khỏi hoàn toàn mà có thể bị xử lý và sử dụng ngay lập tức, mà không có hậu đóng rắn. Các tài liệu hỗ trợ giống gel, được thiết kế để hỗ trợ hình học phức tạp, được lấy ra bằng tay và phun nước. Nó cũng thích hợp cho các chất đàn hồi.
Tính năng siêu nhỏ có thể được thực hiện với kỹ thuật 3D vi chế tạo sử dụng trong nhân quang photopolymerisation. Phương pháp này sử dụng tia laser tập trung để theo dõi các đối tượng 3D mong muốn thành một khối gel. Do tính chất phi tuyến của các kích thích ảnh, gel được chữa khỏi với một chất rắn chỉ ở những nơi mà các laser được tập trung trong khi gel còn lại sau đó được rửa sạch. Kích thước tính năng dưới 100 nm có thể dễ dàng sản xuất, cũng như cấu trúc phức tạp bằng cách di chuyển và các bộ phận đan cài.
Tuy nhiên, cách tiếp cận khác sử dụng một loại nhựa tổng hợp được kiên cố hóa bằng cách sử dụng đèn LED.
Trong Mask-image-chiếu dựa trên một mô hình kỹ thuật số stereolithography 3D được lát bởi một tập hợp các máy bay ngang. Mỗi slice đã được chuyển đổi thành một hình ảnh mặt nạ hai chiều. Các mặt nạ ảnh sau đó được chiếu lên một bề mặt nhựa lỏng photocurable và ánh sáng được chiếu lên nhựa để chữa nó trong hình dạng của các lớp. Kỹ thuật này đã được sử dụng để tạo các đối tượng bao gồm nhiều vật liệu chữa bệnh ở mức độ khác nhau. Trong các hệ thống nghiên cứu, ánh sáng được chiếu từ bên dưới, cho phép các loại nhựa để được nhanh chóng lan rộng thành những lớp mỏng thống nhất, giảm thời gian sản xuất từ vài giờ đến vài phút. Thương mại có sẵn các thiết bị như Objet Connex áp dụng nhựa thông qua vòi phun nhỏ.

### In 3Dsinh học
In 3D sinh học là quá trình tạo ra cấu trúc 3D và hình học sử dụng các tế bào và một vật liệu đóng gói. Các ứng dụng y tế của In 3D sinh học rất nhiều, và do đó là chủ đề của nghiên cứu chuyên sâu tại các tổ chức học thuật như Đại học Cornell và các công ty như Organovo. Một lĩnh vực ứng dụng chính của in sinh học là trong lĩnh vực kỹ thuật mô của y học tái tạo. Ngoài những phức tạp liên quan đến in 3D nói chung, phải xem xét thêm về vật liệu, loại tế bào và lựa chọn yếu tố tăng trưởng. Do những cân nhắc thêm này, nghiên cứu in sinh học thực sự là một nỗ lực liên ngành, liên quan đến các nhà nghiên cứu từ các lĩnh vực khoa học vật liệu, sinh học tế bào, kỹ thuật các loại và y học.
In sinh học 3D đã chứng kiến nhiều thành công ban đầu về mặt tạo ra một số loại mô khác nhau. Ví dụ như da, xương, sụn, khí quản và mô tim. Mặc dù thành công ban đầu đã đạt được trong các cấu trúc mô không chức năng này, nhưng nỗ lực nghiên cứu quan trọng hướng đến việc tạo ra các cơ quan và mô thay thế đầy đủ chức năng, như van tim động mạch chủ.
Các nhà nghiên cứu trong Phòng thí nghiệm Jonathan Butcher thuộc Đại học Kỹ thuật Cornell đã phát triển các phương pháp để sinh thiết van tim động mạch chủ sống. Poly (ethylene glycol) -diacrylate (PEGDA) được sử dụng làm polymer cơ bản, vì tính tương thích sinh học và tính chất cơ học dễ điều chỉnh của nó. Hai giải pháp khác nhau của PEGDA đã được tạo ra với độ cứng cơ học khác nhau khi liên kết ngang, với polymer cứng hơn được sử dụng làm thành rễ động mạch chủ và polymer tuân thủ được sử dụng làm tờ rơi van. Sử dụng các giải pháp này, một van thể hiện tính không đồng nhất cơ học và khả năng tương thích tế bào học đã được in ra, nó sẽ là cơ sở cho sự phát triển trong tương lai của quá trình in van động mạch chủ.
Phòng thí nghiệm Lawrence Bonassar tại Đại học Cornell đã nghiên cứu về hình học sụn nhân tạo 3D. Một trọng tâm của nghiên cứu của họ liên quan đến việc thay thế các đĩa xen kẽ bằng các cấu trúc Tissue Engineered-Total Disk thay thế. Các đĩa xen kẽ mô được thiết kế sinh học với các cấu trúc hydrogel có hạt và được cấy vào chuột đực.
Về mặt thương mại, Printerinks, một công ty của Anh và Organovo, một công ty của Hoa Kỳ, đã làm việc cùng nhau để phát triển mô người thông qua in 3D. Hộp mực máy in được điều chỉnh để sử dụng tế bào gốc thu được từ sinh thiết và được nuôi cấy trong môi trường nuôi cấy. Chất kết quả được gọi là Bioink.

### Innano3D
Kỹ thuật in 3D có thể được sử dụng để xây dựng các đối tượng có kích thước nano có kích thước. Đối tượng in này thường được trồng trên một bề mặt rắn, ví dụ như wafer silicon, mà họ tuân thủ sau khi in, vì chúng quá nhỏ và yếu ớt không được thao tác sau thi công. Trong khi cấu trúc nano 2D thường được tạo bằng cách đặt các tài liệu thông qua một số loại mặt nạ stencil tĩnh, các cấu trúc nano 3D có thể được in bằng chất di chuyển một mặt nạ stencil trong quá trình lắng đọng vật liệu. Lập trình cấu trúc nano-chiều cao với chiều rộng nhỏ tới 10 nm đã được sản xuất bằng kim loại lắng đọng hơi vật lý thông qua một thiết bị truyền động điều khiển Piezo-stencil mặt nạ có một nanopore trà trộn vào một màng silicon nitride. Kỹ thuật kim loại hơi này cũng là thuận lợi bởi vì nó có thể được sử dụng trên các bề mặt là quá nhạy cảm với nhiệt hoặc hóa chất cho in thạch bản truyền thống được sử dụng trên.

## Máy in 3D

### Sử dụngcông nghiệp
Tính đến tháng 10 năm 2012, Stratasys bây giờ bán các hệ thống phụ gia sản xuất rằng khoảng từ $ 2,000 đến $ 500,000 trong giá cả và được sử dụng trong nhiều ngành công nghiệp: hàng không vũ trụ, kiến trúc, ô tô, quốc phòng và nha khoa, trong số rất nhiều người khác. Ví dụ, Ultimaker, trao nó như là nhanh nhất và chính xác máy in 3d, General Electric sử dụng các mô hình cao cấp để xây dựng các bộ phận cho tua-bin.

### Sử dụng thương mại

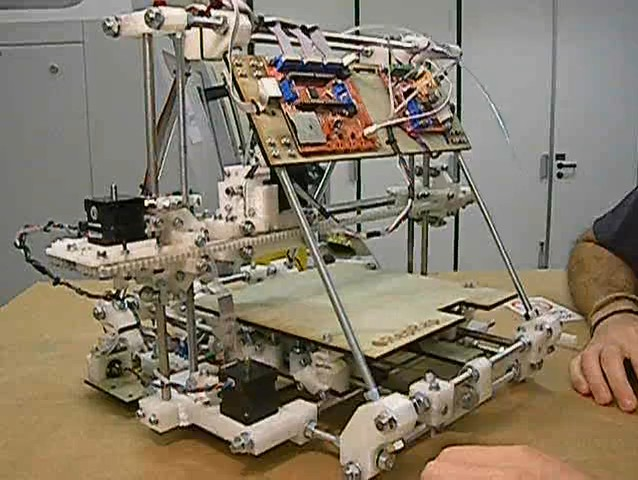
RepRap phiên bản 2.0 (Mendel))

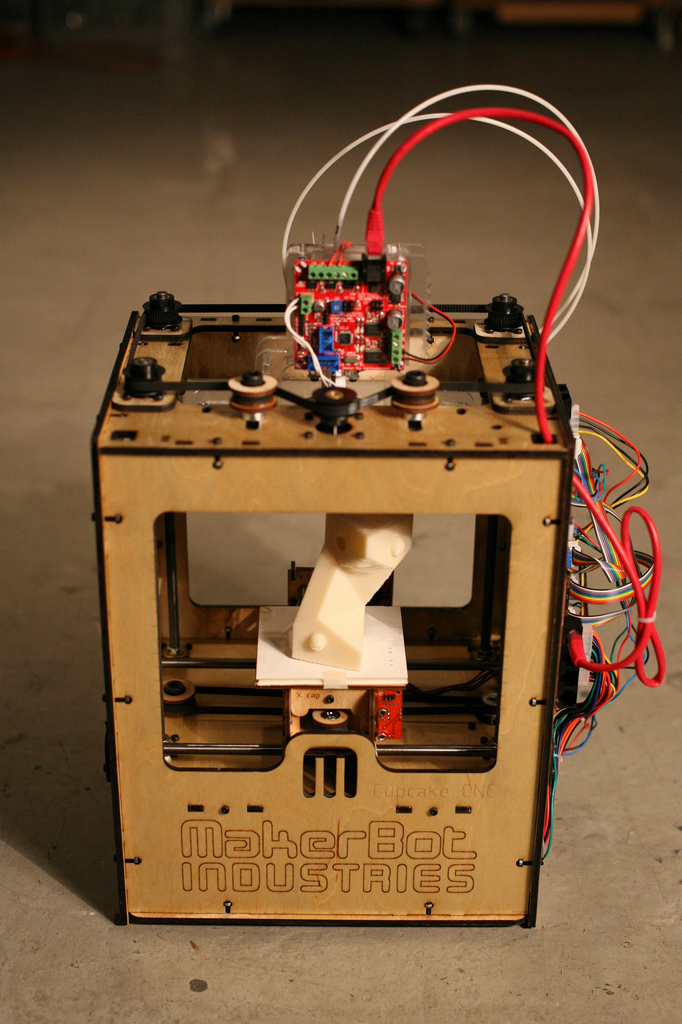
MakerBot Cupcake CNC

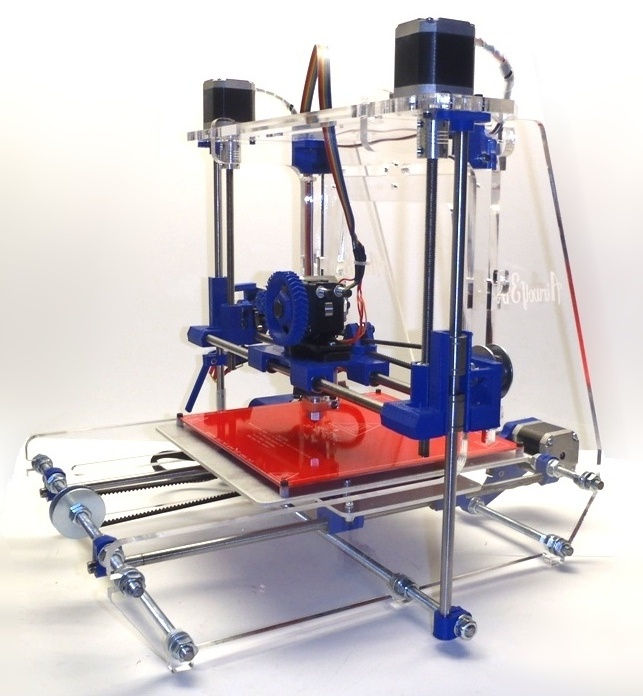
Airwolf 3D AW3D v.4 (Prusa)

Một số dự án và các công ty đang nỗ lực để phát triển máy in 3D đơn giản như sử dụng máy tính để bàn nhà. Phần lớn công việc này đã được thúc đẩy bởi mục tiêu và DIY / người đam mê / đầu người áp dụng các cộng đồng, có quan hệ bổ sung cho học tập và các hacker cộng đồng.
RepRap là một trong những dự án lâu dài nhất trong các loại máy tính để bàn. Các dự án RepRap mục tiêu sản xuất một phần cứng nguồn mở miễn phí và máy in (fosh) 3D, có thông số kỹ thuật đầy đủ được phát hành theo Giấy phép GNU General Public, và có khả năng tự sao chép nó bằng cách in nhiều (nhựa) các bộ phận riêng của mình để tạo ra nhiều hơn máy. RepRaps đã được chứng minh là có khả năng in bảng mạch [ 60 ] và các bộ phận kim loại.
Do mục đích của FOSH là RepRap, nhiều dự án liên quan đã sử dụng thiết kế của họ để lấy cảm hứng, tạo ra một hệ sinh thái của máy in 3D có liên quan hoặc phái sinh, hầu hết trong số đó cũng là thiết kế nguồn mở. Tính sẵn có của các thiết kế nguồn mở này có nghĩa là các biến thể của máy in 3D rất dễ phát minh. Chất lượng và độ phức tạp của thiết kế máy in, tuy nhiên, cũng như chất lượng của bộ sản phẩm hoặc thành phẩm, rất khác nhau giữa các dự án. Sự phát triển nhanh chóng này của máy in 3D nguồn mở đang thu hút sự quan tâm trong nhiều lĩnh vực vì nó cho phép siêu tùy biến và sử dụng các thiết kế miền công cộng để chế tạo công nghệ phù hợp với nguồn mở. Công nghệ này cũng có thể hỗ trợ các sáng kiến trong phát triển bền vững vì các công nghệ được tạo ra dễ dàng và tiết kiệm từ các nguồn lực có sẵn cho cộng đồng địa phương.
Các chi phí của máy in 3D đã giảm đáng kể từ khoảng năm 2010, với các máy tính sử dụng để chi phí $ 20,000 Hiện tại chi phí ít hơn 1.000 đô la Mỹ. Ví dụ, như năm 2013, một số công ty và cá nhân đang bán các bộ phận để xây dựng thiết kế RepRap khác nhau, với giá bắt đầu vào khoảng 400 € / 500 USD. Các nguồn mở Fab @ Home dự án [67] đã phát triển máy in để sử dụng chung với bất cứ điều gì có thể được phun qua một vòi phun, từ chocolate để keo silicone và chất phản ứng hóa học. Máy in sau thiết kế của dự án đã có sẵn từ các nhà cung cấp trong bộ dụng cụ hoặc ở dạng trước khi lắp ráp từ năm 2012 với giá tại Mỹ 2000 $ phạm vi. TCác Kickstarter tài trợ in Peachy được thiết kế để có giá 100 đô la và một vài máy in 3D mới khác nhắm vào các thị trường nhỏ giá rẻ bao gồm các mUVe3D và Lumifold. Rapide 3D đã thiết kế một lớp chuyên nghiệp crowdsourced 3D-máy in trị giá $ 1499 mà không có khói cũng không rattle đổi trong quá trình sử dụng. Các 3Doodler, "in 3D bút", lớn lên $ 2.300.000 trên Kickstarter với bút được bán với giá 99, mặc dù các doodle 3D đã bị chỉ trích là chi tiết của một cây bút crafting hơn một máy in 3D.
Khi chi phí của máy in 3D đã đi xuống, họ đang trở nên hấp dẫn hơn về mặt tài chính để sử dụng cho việc tự sản xuất các sản phẩm cá nhân. INgoài ra, các sản phẩm in ấn 3D ở nhà có thể làm giảm các tác động môi trường của sản xuất bằng cách giảm sử dụng nguyên liệu và các tác động phân phối.

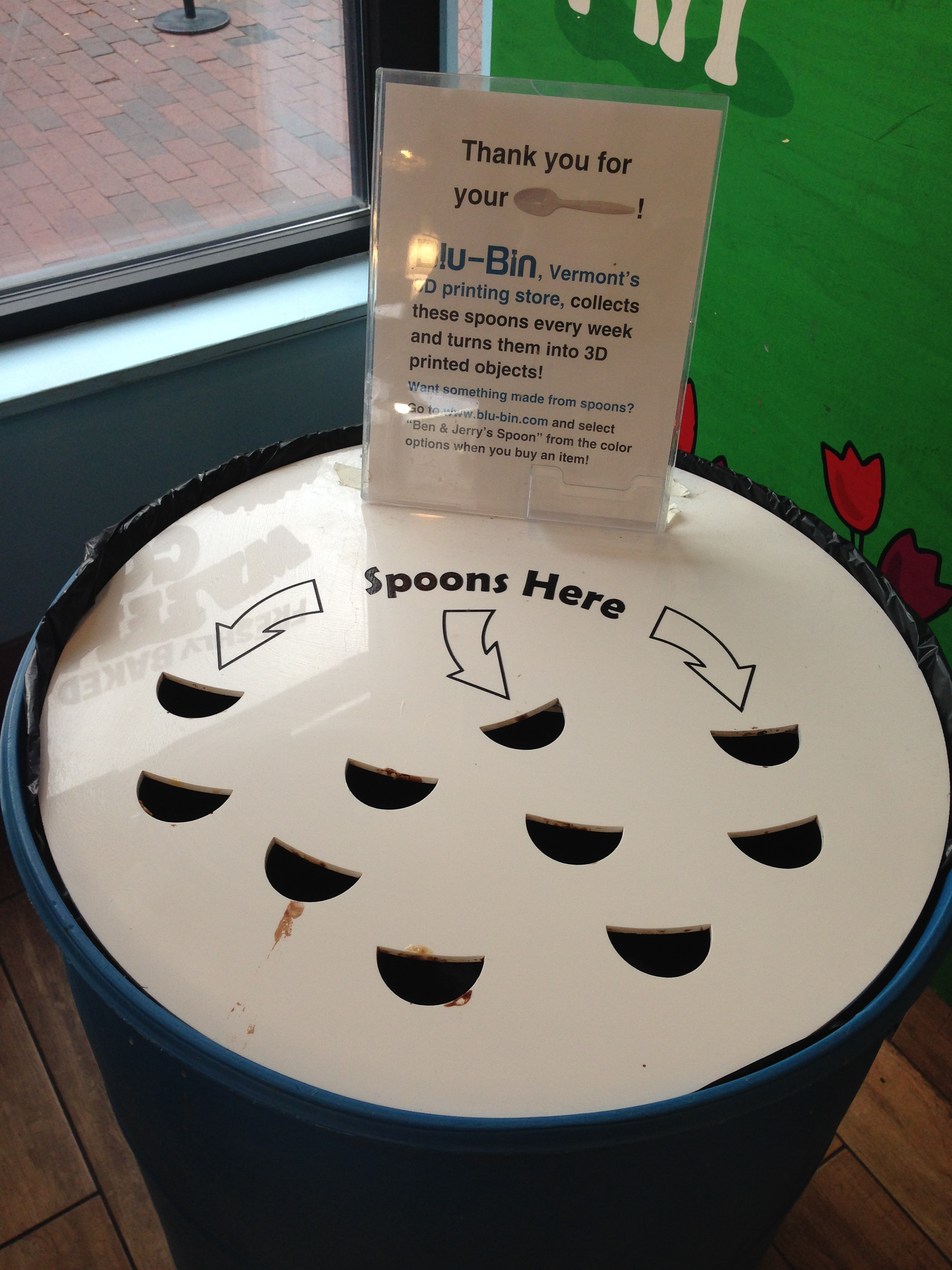
A container for recycling plastic spoons into material for 3-d printing

Ngoài ra, một số RecycleBots như Filastruder thương mại đã được thiết kế và chế tạo để chuyển đổi chất thải nhựa, chẳng hạn như hộp đựng dầu gội đầu và các bình sữa, thành rẻ filament RepRap. Có một số bằng chứng cho thấy cách sử dụng phương pháp này tái chế phân phối là tốt hơn cho môi trường.
Sự phát triển và siêu tuỳ biến của máy in 3D RepRap dựa trên đã tạo ra một thể loại mới của máy in phù hợp cho doanh nghiệp nhỏ và sử dụng của người tiêu dùng. Các nhà sản xuất như Solidoodle, Robo, RepRapPro và Pirx 3D mô hình đã được giới thiệu và bộ dụng cụ có giá dưới 1.000 đô la, hàng ngàn ít hơn họ trong tháng 9 năm 2012. Tùy thuộc vào ứng dụng, độ phân giải in và tốc độ sản xuất dối một nơi nào đó giữa một máy in cá nhân và một máy in công nghiệp. Một danh sách các máy in với giá cả và các thông tin khác được duy trì. Gần đây nhất đồng bằng robot, như TripodMaker, đã được sử dụng để in ấn 3D để tăng tốc độ chế tạo hơn nữa. Đối với máy in 3D đồng bằng, do hình học và sự khác biệt của nó chuyển động, độ chính xác của các bản in phụ thuộc vào vị trí của các đầu máy in.
Một số công ty cũng đang cung cấp phần mềm cho in ấn 3D, như một sự hỗ trợ cho phần cứng được sản xuất bởi các công ty khác.
Upreplicant máy in ở nhà có thể xây dựng một máy in BAAM, cũng sử dụng mô đun.

### Máy in 3D loại lớn

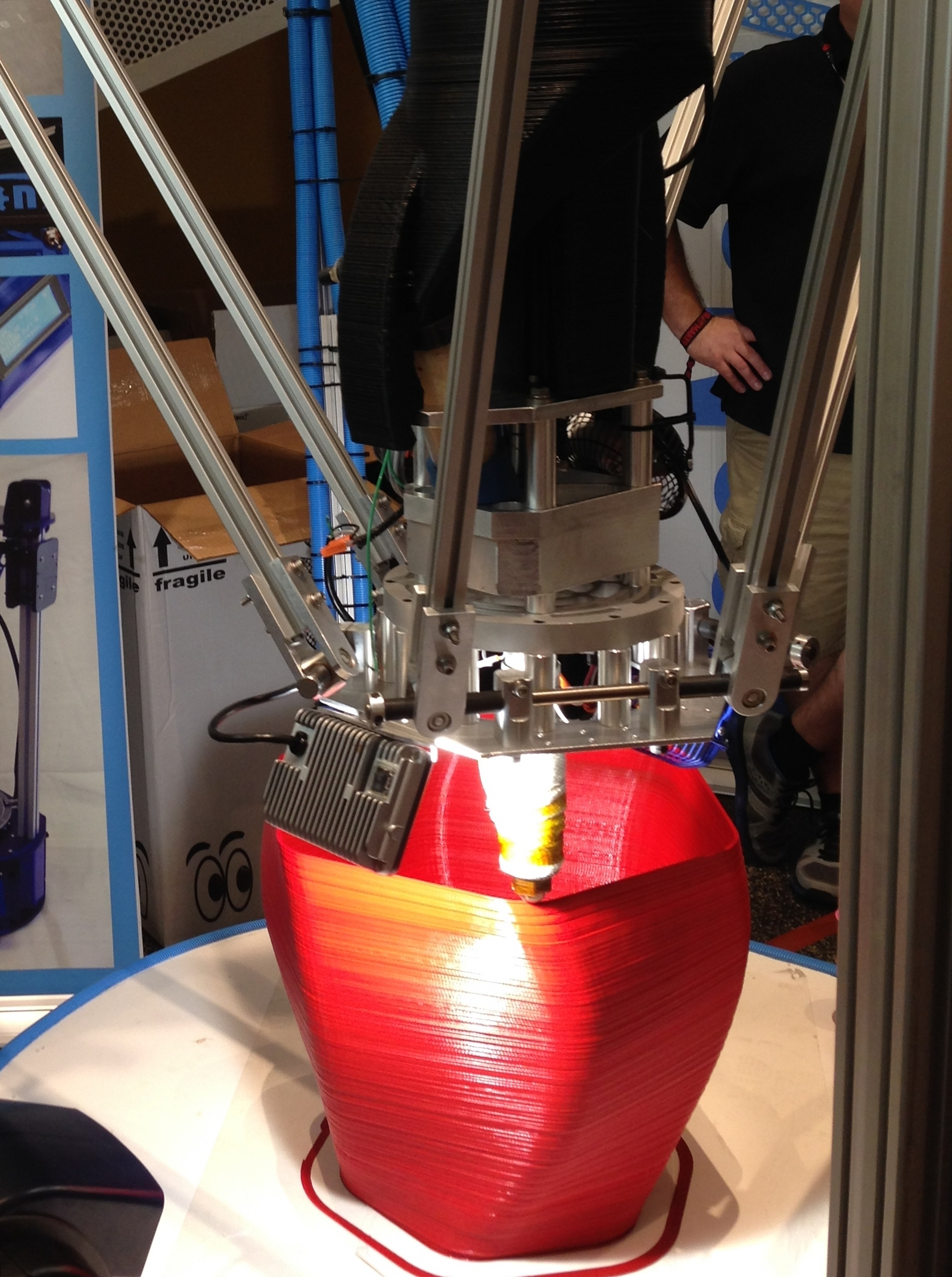
Máy in 3D lớn delta-style

Máy in 3D lớn đã được phát triển cho công nghiệp, giáo dục, và sử dụng chứng minh. Một lượng lớn đồng bằng kiểu máy in 3D được xây dựng vào năm 2014 bởi SeeMeCNC. Các máy in có khả năng làm cho một đối tượng với đường kính lên đến 4 feet (1.2 m) và lên đến 10 feet (3.0 m) chiều cao. Nó cũng sử dụng những viên nhựa làm nguyên liệu thay vì các sợi nhựa điển hình được sử dụng trong các máy in 3D khác.
Một loại máy in lớn là Big Area Phụ sản xuất (BAAM). Mục đích là để phát triển các máy in có thể tạo ra một đối tượng lớn ở tốc độ cao. Một máy BAAM của Cincinnati Incorporated có thể sản xuất một đối tượng ở tốc độ nhanh hơn so với các máy in 3D đặc trưng có sẵn trong năm 2014. Một máy BAAM đang được phát triển bởi 200-500 lần Lockheed Martin với mục đích để in các vật dài lên đến 100 feet (30 m) được sử dụng trong các ngành công nghiệp hàng không vũ trụ.

## Hiệu quả

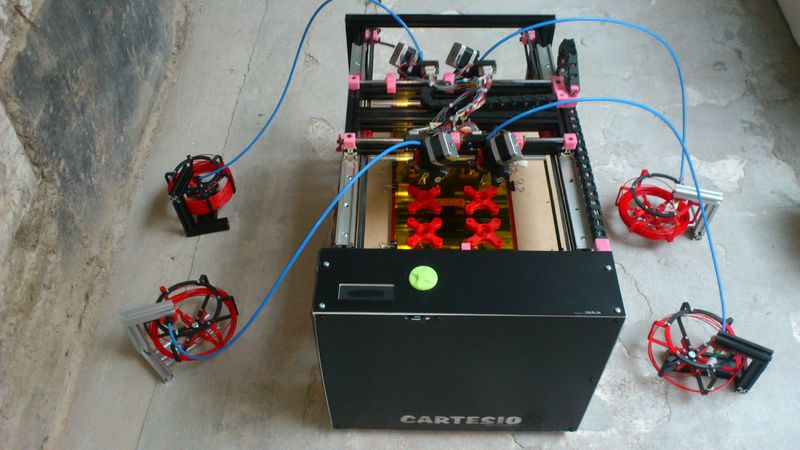
CartesioLDMP mass production 3Dprinter

Các hiện tốc độ in chậm của máy in 3D hạn chế việc sử dụng chúng cho sản xuất hàng loạt. Để giảm chi phí này, một số máy filament hợp nhất hiện nay cung cấp nhiều đầu đùn. Đây có thể được sử dụng để in nhiều màu sắc, với các polyme khác nhau, hoặc để thực hiện nhiều hình cùng một lúc. Điều này làm tăng tốc độ in tổng thể của họ trong quá trình sản xuất nhiều ví dụ, trong khi đòi hỏi chi phí đầu tư ít hơn so với máy nhân bản kể từ khi họ có thể chia sẻ một bộ điều khiển duy nhất.
Khác biệt với việc sử dụng nhiều máy tính, máy đa nguyên liệu bị hạn chế để tạo bản sao giống hệt nhau của cùng một phần, nhưng có thể cung cấp nhiều màu sắc và tính năng đa tài liệu khi cần thiết. Tốc độ in làm tăng tỷ lệ tương ứng với số lượng đầu. Hơn nữa, chi phí năng lượng giảm do thực tế rằng họ chia sẻ cùng một khối lượng in nước nóng. Cùng với nhau, hai tính năng này làm giảm chi phí trên không.
Máy in được thực hiện với đầu in kép, được sử dụng để sản xuất duy nhất (bộ) các bộ phận trong nhiều màu sắc hay chất liệu.
Như năm 2014 một vài nghiên cứu đã được thực hiện trong lĩnh vực này để xem có phương pháp trừ thông thường được so sánh với các phương pháp phụ gia.

## Sản xuất
In ba chiều có tính kinh tế khi tạo ra mặt hàng duy nhất vì nó là sản xuất hàng ngàn và do đó làm suy yếu nền kinh tế của quy mô. Nó có thể có một tác động sâu sắc như trên thế giới như là sự xuất hiện của các nhà máy đã.... Cũng như không ai có thể dự đoán tác động của động cơ hơi nước năm 1750 Hoặc các báo in trong năm 1450, hoặc các bóng bán dẫn vào năm 1950

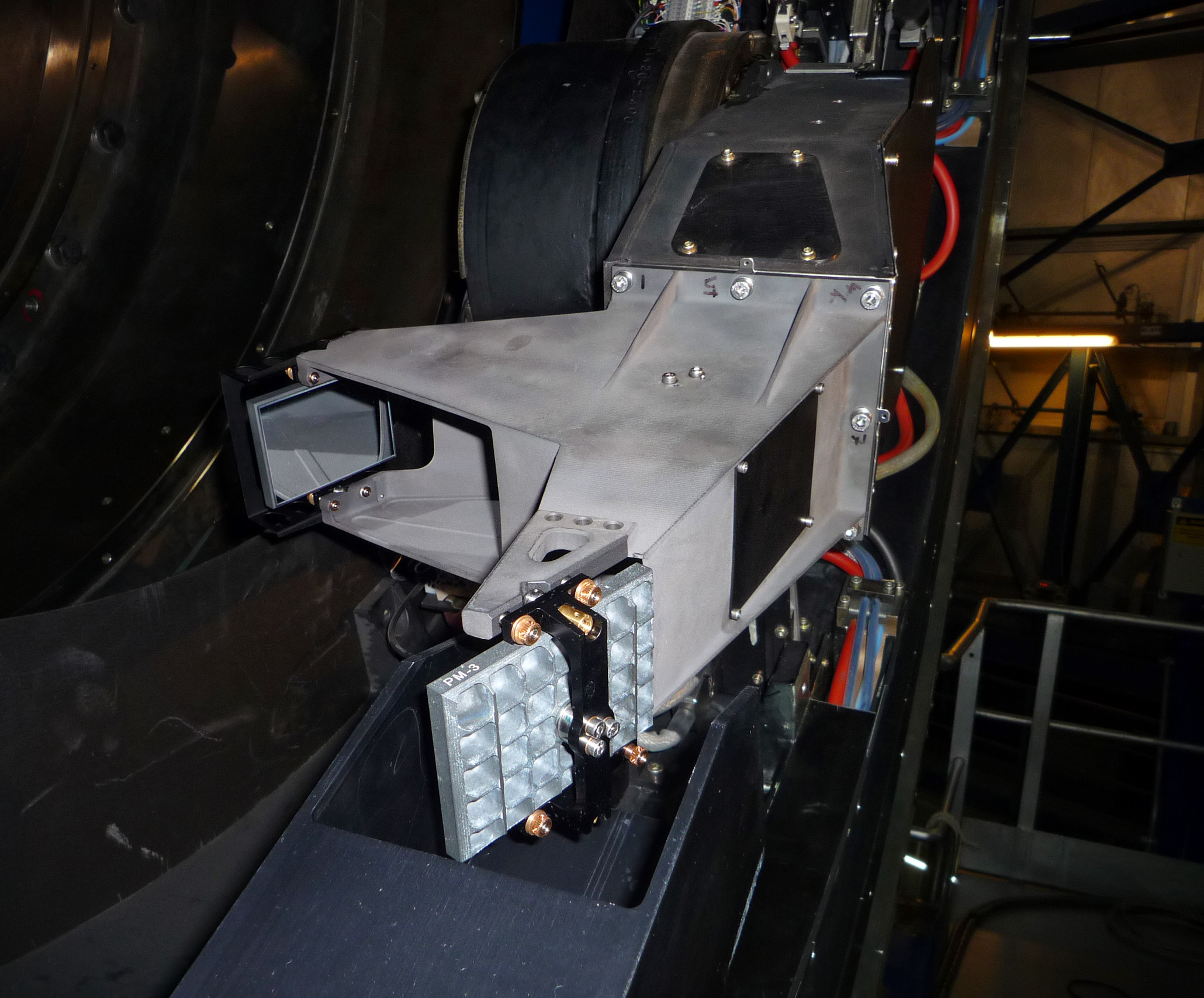
VLT thành phần được tạo ra bằng cách sử dụng in ấn 3D

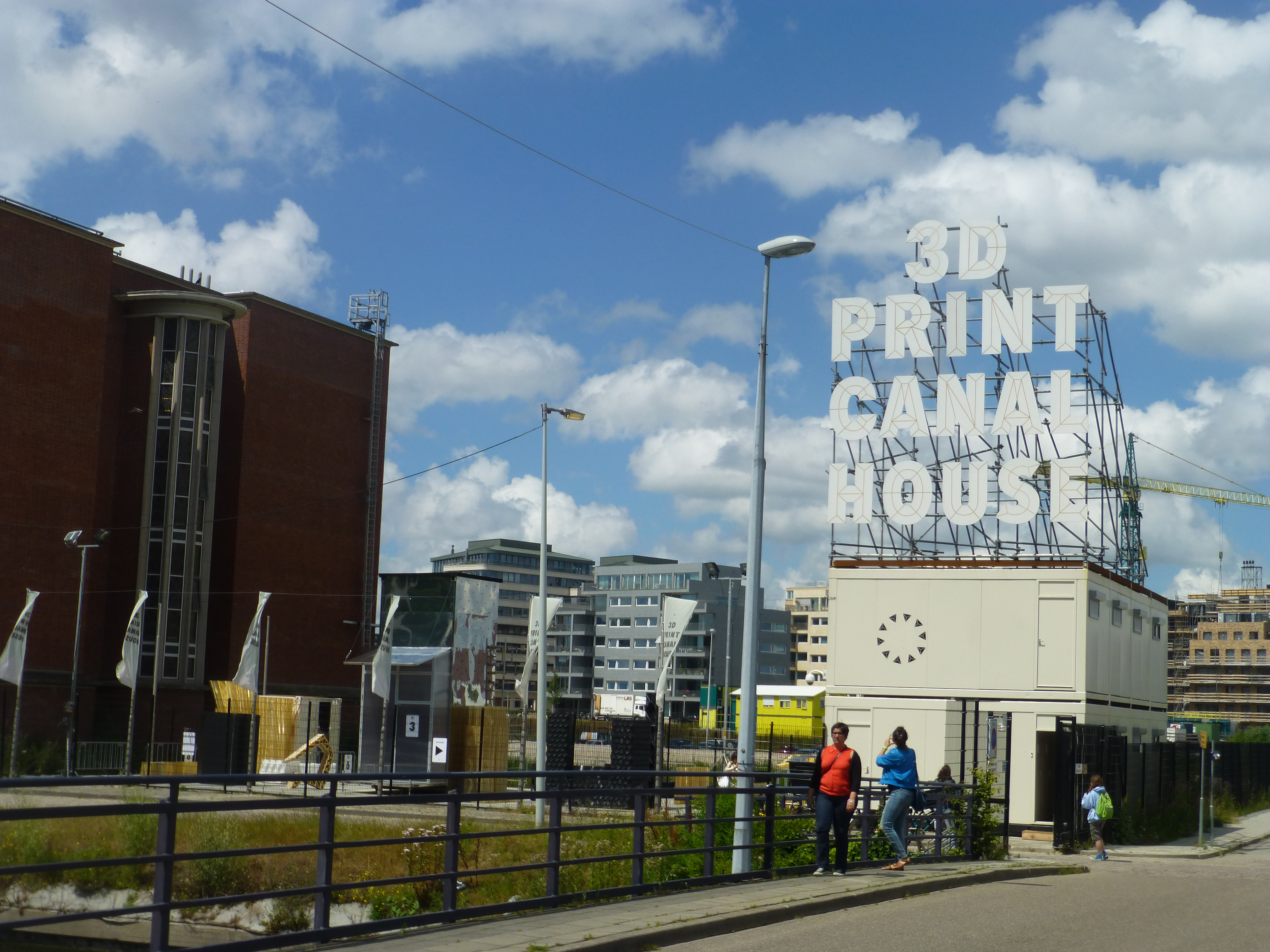
Dự án nhà in 3D tại Amsterdam, Hà Lan

nó là không thể lường trước được những tác động lâu dài của in 3D. Nhưng công nghệ này đang tới, và nó có khả năng phá vỡ mọi lĩnh vực nó chạm vào.
— Lãnh đạo The Economist, ngày 10 tháng 2 năm 2011
Ứng dụng sớm nhất của sản xuất đắp dần đã được trên phòng chứa dụng cụ đầu của quang phổ sản xuất. Ví dụ, tạo mẫu nhanh là một trong những biến thể đắp dần sớm nhất, và nhiệm vụ của nó là để giảm thời gian dẫn và chi phí phát triển nguyên mẫu của các bộ phận mới và các thiết bị, được trước đó chỉ được thực hiện với các phương pháp phòng chứa dụng cụ trừ (thường chậm và tốn kém). Với những tiến bộ công nghệ trong sản xuất phụ gia, tuy nhiên, và phổ biến các tiến bộ vào thế giới kinh doanh, phương pháp phụ gia đang di chuyển xa hơn nữa vào sản xuất cuối năm sản xuất một cách sáng tạo và đôi khi bất ngờ. Các bộ phận có được trước đây là duy nhất tỉnh của phương pháp trừ bây giờ có thể trong một số trường hợp được thực hiện quả hơn thông qua những phụ gia.
Ứng dụng tiêu chuẩn bao gồm thiết kế trực quan, tạo mẫu / CAD, đúc kim loại, kiến trúc, giáo dục, không gian địa lý, y tế, giải trí và / bán lẻ.

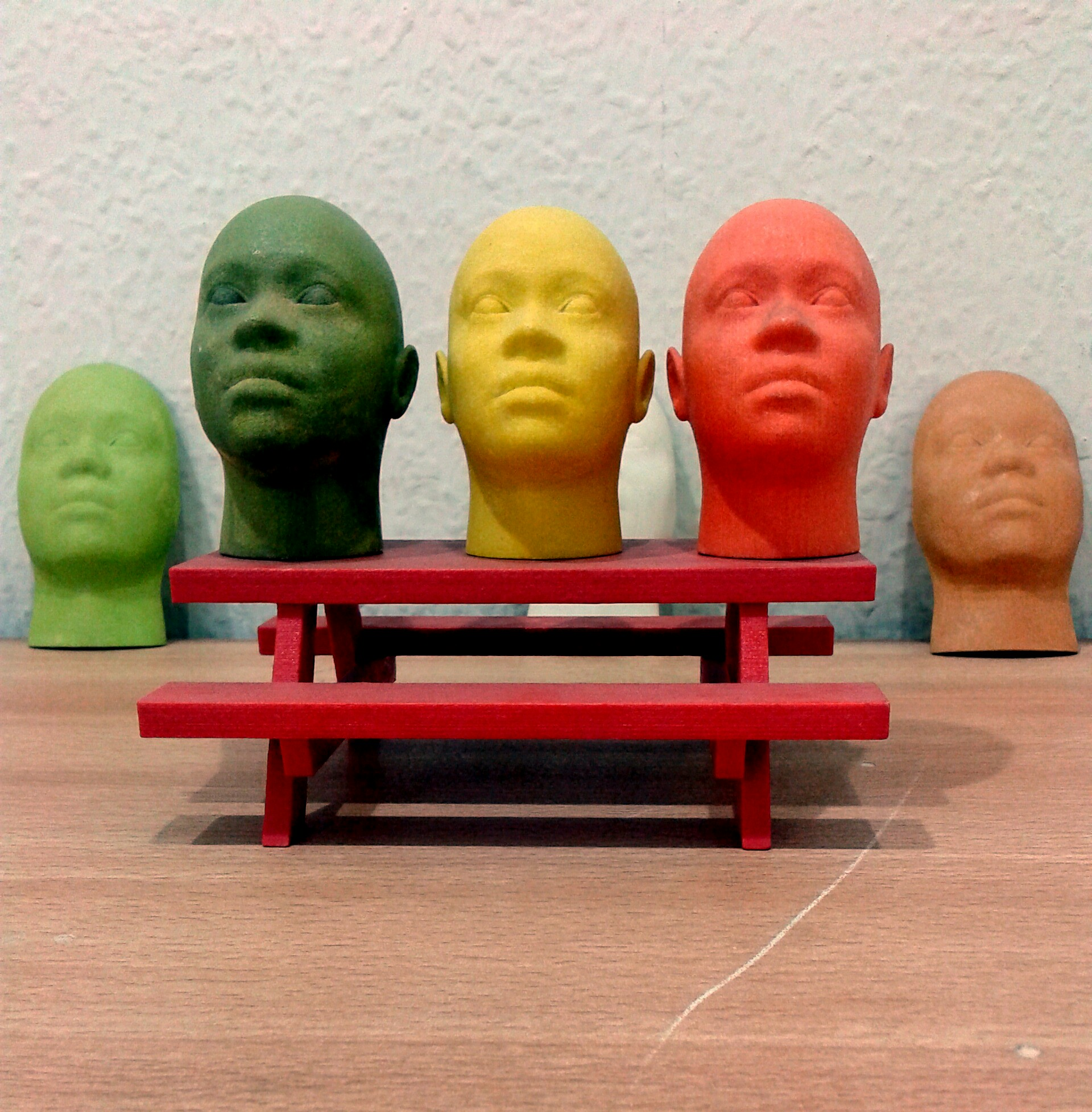
Đầy đủ màu sắc mô hình khuôn mặt thu nhỏ (từ FaceGen) sản xuất trên một máy in 3D

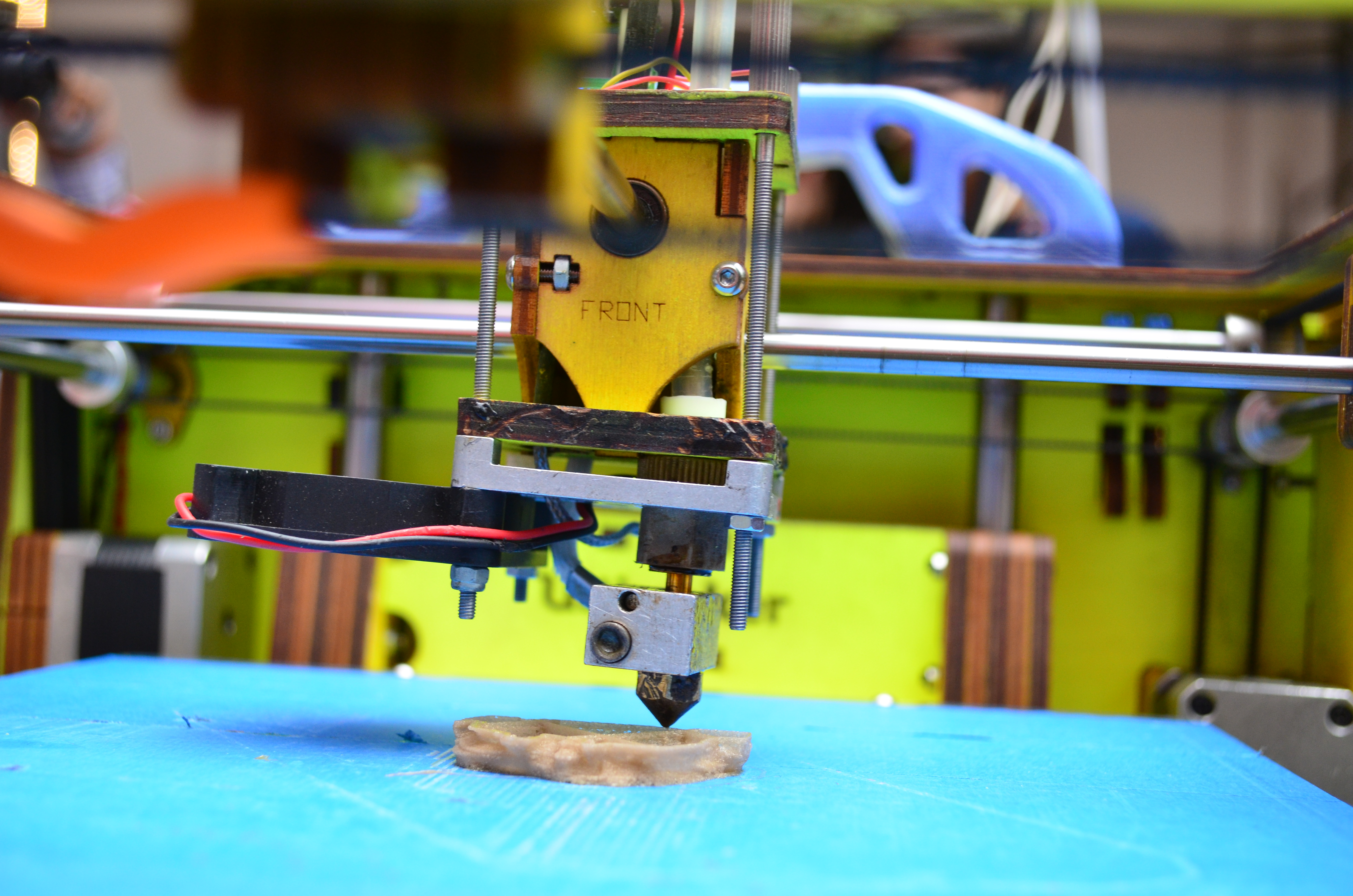
In ấn xảy ra với một máy in 3D tại Bangalore 2013, Bangalore

## Ứng dụng trong các lĩnh vực

### Trang phục
In ấn 3D đã lan rộng vào thế giới của quần áo với thiết kế thời trang thử nghiệm với bikini 3D-in, giày dép, và trang phục. Trong sản xuất thương mại Nike được sử dụng in ấn 3D để tạo mẫu và sản xuất các Vapor Laser Talon giày bóng đá năm 2012 đối với các cầu thủ của Mỹ bóng đá, và New Balance là sản xuất tùy chỉnh phù hợp với giày 3D cho các vận động viên.
In ấn 3D đã đến điểm mà các công ty đang in tiêu dùng lớp kính với nhu cầu tùy chỉnh phù hợp và phong cách (mặc dù họ không thể in các ống kính). Theo yêu cầu tùy biến của kính là có thể với mẫu nhanh.

### Xe máy
Trong đầu năm 2014,Ở Thụy Điển nhà sản xuất siêu xe Koenigsegg, công bố One: 1, một siêu xe mà sử dụng nhiều thành phần 3D đã được in. Trong các hoạt động giới hạn của xe Koenigsegg sản xuất, One: 1 có ruột bên gương, ống dẫn khí, các thành phần titan thoát khí, và lắp ráp turbo tăng áp thậm chí hoàn chỉnh đã được in 3D như một phần của quá trình sản xuất.
Một công ty Mỹ, Local Motors đang làm việc với Phòng thí nghiệm quốc gia Oak Ridge và Cincinnati Incorporated để phát triển các quy trình sản xuất chất phụ gia có quy mô lớn thích hợp để in toàn bộ thân xe. Công ty có kế hoạch in các xe sống ở phía trước của một khán giả vào tháng 9 năm 2014 với các quốc tế Công nghệ Sản xuất Show. "Được sản xuất từ một sợi mới được gia cố bằng nhựa nhiệt dẻo đủ mạnh để sử dụng trong một ứng dụng ô tô, khung gầm và thân thể không có hệ thống truyền động, bánh xe và phanh nặng một ít £ 450 và chiếc xe đã hoàn thành bao gồm chỉ 40 thành phần, số lượng mà được nhỏ hơn với mỗi phiên bản.
Urbee là tên của chiếc xe đầu tiên trong thế giới xe gắn bằng cách sử dụng công nghệ in 3D (thân xe và cửa sổ xe hơi của mình đã "in"). Tạo ra trong năm 2010 thông qua sự hợp tác giữa các kỹ sư Mỹ Kor sinh thái và công ty Stratasys (nhà sản xuất của máy in 3D Stratasys), nó là một chiếc xe hybrid với cái nhìn tương lai.

### Xây dựng
Việc sử dụng thêm được phát triển là xây dựng in, hoặc bằng cách sử dụng in ấn 3D để xây dựng các tòa nhà. Điều này có thể cho phép thi công nhanh hơn cho chi phí thấp hơn, và đã được nghiên cứu để xây dựng môi trường sống ngoài Trái đất. Ví dụ, các dự án Sinterhab đang nghiên cứu một căn cứ mặt trăng được xây dựng bằng cách in 3D bằng cách sử dụng âm lịch regolith là một cơ sở vật chất. Thay vì thêm một đại lý liên kết với các regolith, các nhà nghiên cứu đang thử nghiệm với lò vi sóng thiêu kết để tạo khối rắn từ các nguyên liệu thô.

### Động cơ điệnvàmáy phát điện
Các lõi từ của máy điện (động cơ và máy phát điện) cần laminations mỏng đặc biệt điện thép tiền xử lý được cách điện với nhau để giảm tổn thất sắt lõi. In 3D của bất kỳ sản phẩm đòi hỏi vật liệu cốt lõi với tính chất đặc biệt hoặc các hình thức mà phải được bảo quản trong quá trình sản xuất, chẳng hạn như mật độ vật chất, không kết tinh hoặc nano tinh thể cấu trúc nguyên tử, vv hoặc các tài liệu bị cô lập, chỉ có thể tương thích với một phương pháp in hybrid 3D mà không sử dụng các phương pháp vật làm thay đổi cốt lõi, như thiêu kết, kết hợp, lắng đọng, vv tiền xử lý nguyên liệu không phải là một bước sản xuất thêm bởi vì tất cả các phương pháp in ấn 3D đòi hỏi phải xử lý trước tài liệu để tương thích với các phương pháp in ấn 3D, chẳng hạn như tiền xử lý kim loại bột để lắng đọng hoặc nhiệt hạch 3D in. Để thuận tiện xử lý các laminations cách điện rất mỏng của băng kim loại vô định hình hoặc nano-tinh, trong đó có thể giảm tổn thất điện máy core lên tới 80%, nổi tiếng Laminated Object Manufacturing (LOM) phương pháp in 3D có thể hiển thị một số khả năng tương thích với 3D -Printing máy điện nhưng chỉ nếu phương pháp giảm thiểu ít nhất là sự thay đổi về cấu trúc không kết tinh của vật liệu vô định hình (ví dụ) trong sự hình thành của các kênh khe để giữ các cuộn dây máy điện hoặc trong quá trình bài quá trình sản xuất, như mài bề mặt không khí khoảng cách đến độ chính xác bằng phẳng, tất cả trong khi tăng cường mật độ đóng gói của vật liệu. Máy in 3D bằng sáng chế được gọi là MotorPrinter đã được hình thành và phát triển đặc biệt là các máy in 3D duy nhất của lõi máy điện trục-flux của bất kỳ loại hoặc các loại, chẳng hạn như cảm ứng, nam châm vĩnh cửu, sự miễn cưỡng, và Synchro-Sym, với vật liệu cốt lõi hiệu suất cao, chẳng hạn. như các kim loại vô định hình, tất cả trong khi bao gồm cả việc xây dựng khung thể thiếu và mang lắp ráp từ thép kết cấu thô thay vì lắp ráp từ một hàng tồn kho của đúc chính xác tiền chế MotorPrinter giải quyết các vấn đề khác khó nắm bắt của In ấn 3D của máy điện: 1) vật liệu điện thay đổi như là kết quả của cắt giảm stress nhiệt với thay vì một phương pháp cắt các khe trước khi băng được quấn thành hình thức trục-flux; 2) liên kết không chính xác của các khe kênh khi tự động tính toán các vị trí khe tiếp theo bởi số lượng kết thúc tốt đẹp và độ dày khác nhau ribbon với một khe cắm thay vì phương pháp mẫu mà chính xác gắn các khe cắt từ xa vào các khe của các gói trước mà không cần tính toán trong tương lai; 3) thay đổi quan trọng của hoạt động nghiền thứ cấp (ví dụ) cho độ chính xác bề mặt phẳng không khí khoảng cách với thay vì một phương pháp mà buộc ruy băng để giả định độ phẳng chính xác của bảng quay của máy in 3D trên mỗi wrap; và 4) hình chữ nhật có hình dạng cố định với kênh khe thay vì một phương pháp mẫu mà hoàn toàn gắn khe với bất kỳ hình dạng cho hiệu suất tối ưu.
Bằng cách bảo tồn thực hiện phân tử cao cấp của các vật liệu tối ưu trước khi xử lý điện, chẳng hạn như băng kim loại vô định hình, dây dẫn quanh co, vv, MotorPrinter cung cấp nhanh chóng chỉ trong thời gian sản xuất của một loạt các trục-flux động cơ điện và máy phát điện với lõi không thể thiếu khung và lắp ráp mang, như Synchro-Sym, mà là chỉ đối xứng ổn định không chổi than vết thương rotor [đồng bộ] động cơ và máy phát điện hệ thống điện kép fed mà hoạt động từ tiểu đồng bộ với tốc độ siêu đồng bộ nam châm vĩnh cửu và không có quả chi phí hiệu suất chưa từng thấy. Gần đây nhất một cơ sở nghiên cứu các hộ gia đình tên được lựa chọn thay vì phải sửa đổi các cấu trúc liên kết động cơ điện cho sản xuất phù hợp với hình thức của họ về 3D-In ấn, nếu có thể, nhưng MotorPrinter được thiết kế để sản xuất toàn cầu với bất kỳ loại động cơ điện trục-flux, chẳng hạn như cảm ứng, miễn cưỡng, hoặc động cơ nam châm vĩnh cửu, nhưng đặc biệt với Synchro-Sym công nghệ máy điện mà loại bỏ các thành phần điện từ không liên quan mà không góp phần vào việc sản xuất của công việc, chẳng hạn như nam châm vĩnh cửu, saliencies miễn cưỡng, và cuộn dây lồng sóc.
Theo một hợp đồng từ các Phòng Năng lượng Mỹ của Arpa-E chương trình (Advanced Research Project Agency-Energy), một nhóm nghiên cứu thuộc Trung tâm Nghiên cứu United Technologies như năm 2014 đã làm việc hướng tới sản xuất một động cơ cảm ứng 30 kW sử dụng chất phụ gia chỉ các phương pháp sản xuất, cố gắng để xác định một động cơ cảm ứng kiểu cộng sản xuất có khả năng cung đỉnh 50 kW và 30 kW điện liên tục trên một phạm vi tốc độ của số không đến 12.000 rpm, sử dụng công nghệ động cơ mà không liên quan đến nam châm đất hiếm.

### Quân sự
Năm 2013, một nhà thiết kế tại Texas đã chế tạo thành công một khẩu súng lục có thể bắn được đạn thật bằng công nghệ in 3D. Khẩu súng được làm từ nhựa, tuy nhiên có một số bộ phận được làm bằng kim loại vì nhà thiết kế này lo sợ nó sẽ trở thành một loại vũ khí có thể mang qua an ninh sân bay. Ứng dụng này của công nghệ 3D đem lại khá nhiều rủi ro, khi bất kỳ ai cũng có thể tải bản thiết kế trên mạng và chế tạo một khẩu súng cho mình.
Tuy nhiên các nhà quân sự lại cho đây là một phát minh hữu ích, khi giá thành chế tạo các loại vũ khí từ vật liệu thông thường rất cao. Việc sử dụng công nghệ in 3D sẽ giúp tạo ra những loại vũ khí mới giá rẻ và trong thời gian rất ngắn. Thậm chí người lính sẽ không phải mang vũ khí ra chiến trường, mà có thể sử dụng máy in 3D để tạo ra chúng ngay tại đó.
Trong năm 2014, một người đàn ông đến từ Nhật Bản đã trở thành người đầu tiên trên thế giới bị bắt giam vì làm 3D in súng. Yoshitomo Imura gửi video và bản thiết kế của súng trực tuyến và đã bị kết án tù hai năm. Cảnh sát tìm thấy ít nhất hai khẩu súng trong nhà mình mà là có khả năng bắn đạn.

### Y tế
In 3D đã được sử dụng để in biệt cụ thể là bệnh nhân và thiết bị dùng trong y tế. Hoạt động thành công bao gồm titan xương chậu cấy vào một bệnh nhân người Anh, titan thấp hơn hàm cấy ghép cho bệnh nhân Bỉ và một nhựa khí quản nẹp cho một trẻ sơ sinh Mỹ. Các thiết bị trợ thính và các ngành nha khoa được dự kiến sẽ là khu vực lớn nhất của sự phát triển trong tương lai bằng cách sử dụng công nghệ in 3D tùy chỉnh. Trong tháng 3 năm 2014, bác sĩ phẫu thuật ở Swansea sử dụng các bộ phận in 3D để xây dựng lại khuôn mặt của một người đi xe mô tô đã bị thương nặng trong một vụ tai nạn đường bộ nghiên cứu cũng đang được tiến hành trên phương pháp để thay thế bio-in cho các mô bị mất do viêm khớp và ung thư.
Trong ngày 24 tháng 10 năm 2014, một bé gái năm tuổi sinh ra không có ngón tay hình thành hoàn toàn vào tay trái của cô đã trở thành đứa trẻ đầu tiên ở Anh có một cánh tay giả làm bằng công nghệ in 3D. Tay cô ấy đã được thiết kế bởi Mỹ dựa trên E-vững, một tổ chức thiết kế mã nguồn mở trong đó sử dụng một mạng lưới tình nguyện viên để thiết kế và làm chân tay giả chủ yếu là cho trẻ em. Các cánh tay giả đã dựa trên một khuôn thạch cao được thực hiện bởi cha mẹ cô.
In chân tay giả đã được sử dụng trong phục hồi chức năng của các loài động vật bị tê liệt. Trong năm 2013, một 3D in chân cho một con vịt què đi lại được nữa. Trong năm 2014 một chihuahua sinh ra không có chân phía trước được trang bị với một dây nịt và bánh xe tạo ra với một máy in 3D.
Vào tháng 1 năm 2015, nó đã được báo cáo rằng các bác sĩ ở London của St Thomas 'Bệnh viện đã sử dụng các hình ảnh thu được từ một hình ảnh cộng hưởng từ (MRI) quét để tạo ra một bản sao in 3D của trái tim của một cô gái hai tuổi với một 'rất phức tạp 'lỗ trong đó. Sau đó họ có thể thay đổi một Gore-Tex vá để thực hiện một chữa bệnh. Các bác sĩ phẫu thuật chính của đội ngũ điều hành, Giáo sư David Anderson, nói với The Sunday Times: "Việc in 3D có nghĩa là chúng ta có thể tạo ra một mô hình của trái tim mình và sau đó nhìn thấy bên trong nó có một bản sao của các lỗ như nó nhìn khi trái tim đã bơm. Chúng tôi có thể đi vào hoạt động với một ý tưởng tốt hơn về những gì chúng ta sẽ tìm thấy ". Kỹ thuật in 3D sử dụng của bệnh viện đã được tiên phong bởi Tiến sĩ Gerald Greil.

### Máy tính và Robot
In 3D có thể được sử dụng để làm cho máy tính xách tay và máy tính khác, bao gồm cả các trường hợp, như Novena và VIA OpenBook chuẩn trường hợp máy tính xách tay. Tức là một Novena bo mạch chủ có thể được mua và được sử dụng trong một trường hợp VIA OpenBook in.
Robot mã nguồn mở được xây dựng sử dụng máy in 3D. đúp Robotics truy cập cấp cho công nghệ của họ (một mở SDK). Mặt khác, 3 & DBot là một Arduino 3D in-robot với bánh xe và ODOI là một 3D in robot hình người.

### Vũ trụ
Vào tháng 9 năm 2014, máy in 3D đầu tiên được đưa lên đến Trạm Vũ trụ Quốc tế (ISS). Trong vòng 1 tháng, các nhà du hành đã in ra sản phẩm đầu tiên của họ: 1 tấm thay thế cho phần vỏ của chính chiếc máy in. Ngày 19 tháng 12 năm 2014, NASA gửi qua email bản vẽ CAD cho một ổ cắm cờ lê để các phi hành gia trên tàu ISS in ra.
Nếu máy in trở thành 1 thiết bị quan trọng cho các nhà thám hiểm vũ trụ thì nó phải có khả năng tự tái tạo lại các bộ phận của nó để nó có thể làm việc trong suốt hành trình dài như đến sao Hỏa hoặc một vài hành tinh khác. Thậm chí, đến một ngày nào đó máy in này có thể in ra nhiều máy in khác nữa.
Cơ quan Vũ trụ châu Âu có kế hoạch cung cấp loại máy in 3D xách tay lên Trạm Không gian Quốc tế vào tháng 6 năm 2015 đó là loại máy in 3D thứ hai trong không gian.

### Nghệ thuật

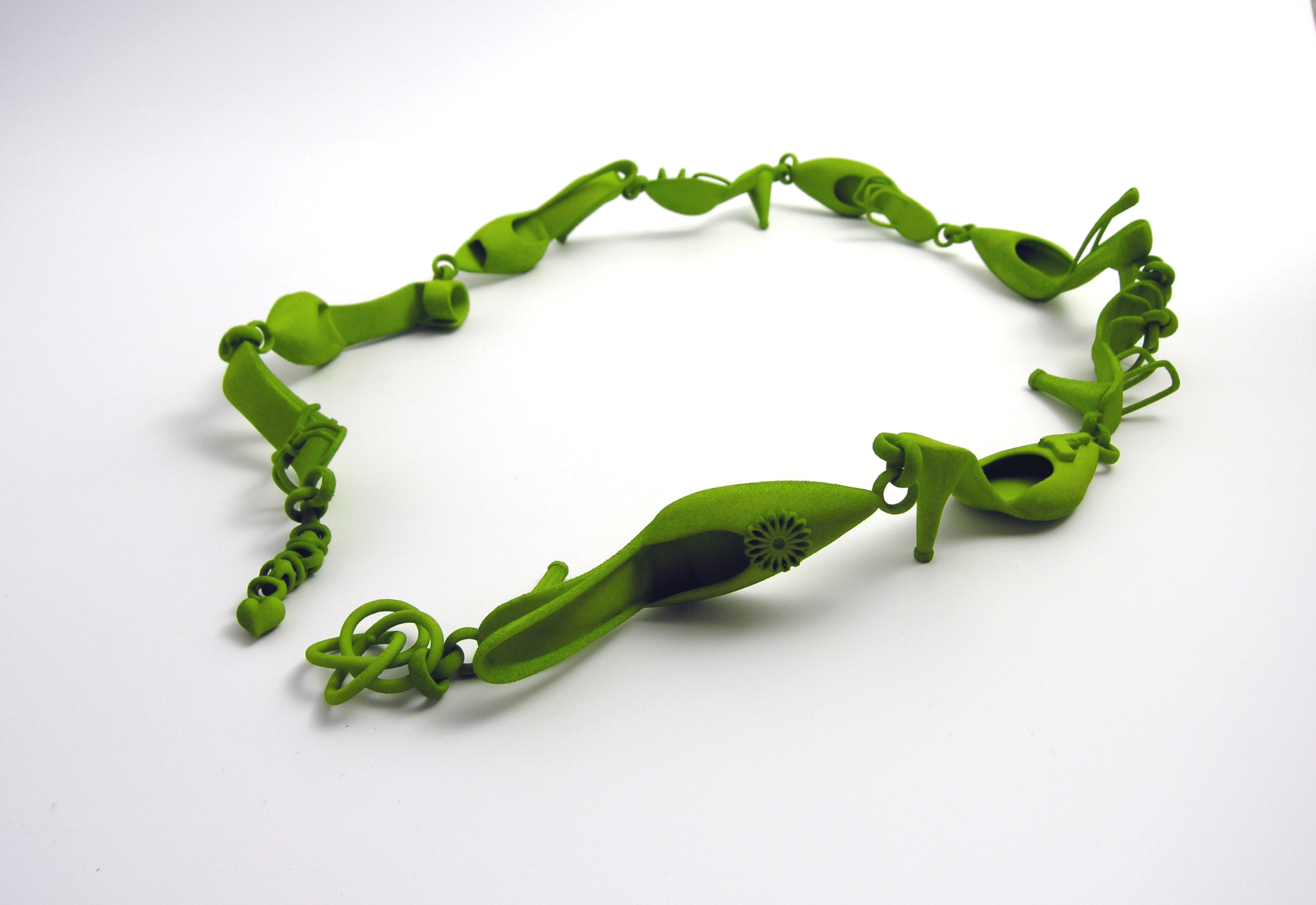
Một ví dụ về 3D in ấn bản giới hạn đồ trang sức. Sợi dây chuyền này được làm bằng glassfiber đầy nylon nhuộm. Nó có liên kết quay được sản xuất trong các bước sản xuất giống như các bộ phận khác

Năm 2005, tạp chí khoa học đã bắt đầu báo cáo về các ứng dụng nghệ thuật có thể có của công nghệ in 3D. Đến năm 2007 các phương tiện thông tin đại chúng theo sau với một bài báo trên tờ Wall Street Journal và tạp chí Times, liệt kê một thiết kế 3D in cùng với họ 100 mẫu thiết kế có ảnh hưởng nhất trong năm. Trong năm 2011 London Design Festival, một cài đặt, giám tuyển bởi Murray Moss và tập trung vào việc in ấn 3D, được tổ chức tại Bảo tàng Victoria và Albert (V & A). Việc cài đặt được gọi là cuộc cách mạng công nghiệp 2.0: Làm thế nào thế giới sẽ Material mới hiện thực.

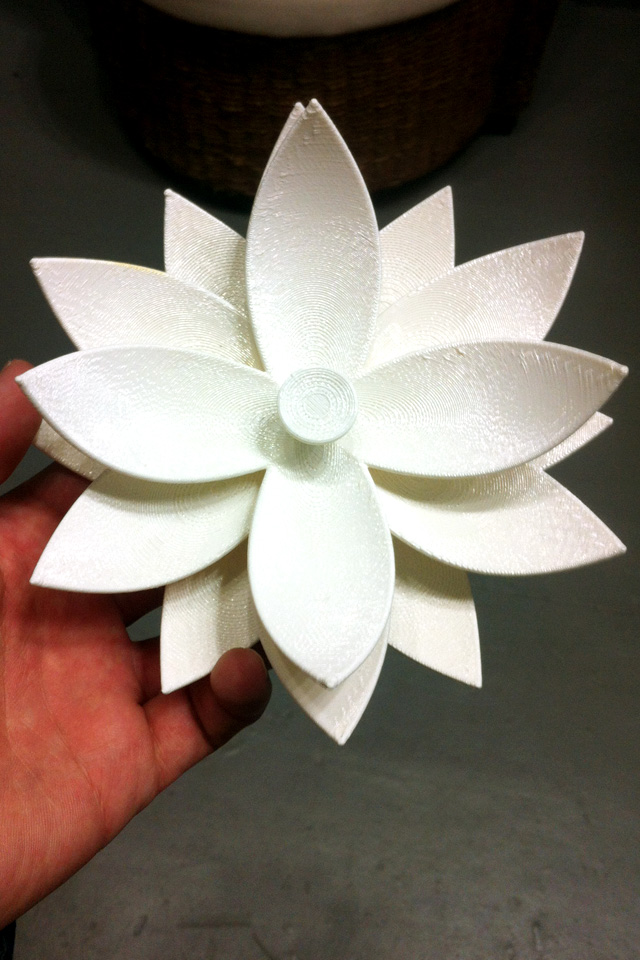
mô hình hoa thực hiện với một máy in 3D

Một số trong những phát triển gần đây trong in ấn 3D đã được tiết lộ tại 3DPrintshow tại London, diễn ra trong tháng 11 năm 2013 và 2014. Các phần nghệ thuật đã có trong tác phẩm triển lãm được thực hiện với 3D nhựa in và kim loại. Một số nghệ sĩ như Joshua Harker, Davide Prete, Sophie Kahn, Helena Lukasova, Foteini Setaki cho thấy cách 3D in ấn có thể sửa đổi các quy trình thẩm mỹ và nghệ thuật. Một phần của chương trình tập trung vào cách thức mà in 3D có thể thúc đẩy các lĩnh vực y tế. Các chủ đề cơ bản của những tiến bộ này là các máy in có thể được sử dụng để tạo các bộ phận được in với thông số kỹ thuật để đáp ứng từng cá nhân. Điều này làm cho quá trình này an toàn hơn và hiệu quả hơn. Một trong những tiến bộ này là việc sử dụng các máy in 3D để sản xuất phôi được tạo ra để bắt chước các xương mà họ đang hỗ trợ. Những diễn viên tùy chỉnh trang bị được mở, trong đó cho phép người mặc xước nào ngứa và cũng nên rửa sạch vùng bị hư hỏng. Cởi mở cũng cho phép thông gió mở. Một trong những tính năng tốt nhất là họ có thể được tái chế để tạo ra nhiều diễn viên.
In 3D đang trở thành phổ biến hơn trong các ngành công nghiệp quà tặng tùy biến, với các sản phẩm như cá nhân các trường hợp điện thoại di động và những con búp bê, cũng như 3D in chocolate.
Việc sử dụng các chức năng quét 3D công nghệ cho phép các bản sao của các đối tượng thực mà không cần dùng khuôn kỹ thuật mà trong nhiều trường hợp có thể tốn kém hơn, khó khăn hơn, hoặc quá xâm lấn để được thực hiện, đặc biệt đối với các đồ tạo tác di sản văn hóa quý giá hoặc tinh tế  nơi trực tiếp liên hệ với các chất có thể gây hại khuôn mặt của đối tượng gốc.
Định quan trọng liên quan đến các hoạt động sản xuất trên tay liên kết công nghệ kỹ thuật số cho xã hội. Nó được phát minh ra để thu hẹp khoảng cách giữa vật lý sáng tạo và khám phá khái niệm. TThuật ngữ này được phổ biến bởi Matt Ratto, một trợ lý giáo sư và giám đốc phòng thí nghiệm Làm Critical tại Khoa Thông tin tại Đại học Toronto. Ratto mô tả một trong những mục tiêu chính của phê bình là "sử dụng hình thức vật chất của các cam kết với các công nghệ bổ sung và mở rộng phản ánh quan trọng, và khi làm như vậy, để kết nối lại kinh nghiệm sống của chúng tôi với các công nghệ của phản biện xã hội và khái niệm". Các chính Trọng tâm của việc ra quan trọng là thiết kế mở, trong đó bao gồm, ngoài công nghệ in 3D, còn các phần mềm kỹ thuật số khác và phần cứng. Mọi người thường tham khảo thiết kế ngoạn mục khi giải thích làm quan trọng.

### Thông tin truyền thông
Sử dụng phụ gia lớp được cung cấp bởi công nghệ in 3D, thiết bị Terahertz mà hành động như ống dẫn sóng, ghép và uốn cong đã được tạo ra. Các hình dạng phức tạp của các thiết bị này có thể đạt được bằng cách sử dụng kỹ thuật chế tạo thông thường. Thương mại có sẵn máy in chuyên nghiệp cấp EDEN 260V được sử dụng để tạo ra các cấu trúc với kích thước tính năng tối thiểu là 100 mm. Các cấu trúc này sau đó đã được in DC phún xạ mạ vàng (hoặc bất kỳ kim loại khác) để tạo ra một thiết bị plasmon Terahertz.

### Giáo dục và nghiên cứu
In ấn 3D, và mã nguồn mở RepRap máy in 3D đặc biệt, là những công nghệ mới nhất xâm nhập vào lớp học. n 3D cho phép các sinh viên để tạo ra nguyên mẫu của bài mà không cần sử dụng các dụng cụ đắt tiền yêu cầu trong phương pháp trừ. Sinh viên thiết kế và sản xuất mô hình thực tế mà họ có thể giữ. Môi trường lớp học cho phép học sinh học và sử dụng các ứng dụng mới cho in ấn 3D.

### Môi trường
Trong Bahrain, in 3D bằng cách sử dụng quy mô lớn sa thạch nguyên -như đã được sử dụng để tạo độc đáo san hô hình chữ cấu trúc, trong đó khuyến khích hô polyp để định cư và phục hồi hư hại rạn san hô. Những cấu trúc này có một hình dáng tự nhiên hơn nhiều so với cấu trúc khác được sử dụng để tạo ra các rạn nhân tạo, và, không giống như bê tông, không phải là axit hay kiềm với trung tính pH.

## Sở hữu trí tuệ
3In ấn 3D đã tồn tại trong nhiều thập kỷ trong ngành công nghiệp sản xuất nhất định mà nhiều chế độ pháp lý, bao gồm cả bằng sáng chế, quyền kiểu dáng công nghiệp, bản quyền, và nhãn hiệu hàng hoá có thể được áp dụng. Tuy nhiên, không có nhiều luật học để nói như thế nào các luật này sẽ được áp dụng nếu máy in 3D trở thành chủ đạo, cá nhân và cộng đồng người chơi cá bắt đầu sản xuất mặt hàng để sử dụng cá nhân, để phân phối phi lợi nhuận, hoặc để bán.
Bất kỳ của các chế độ pháp lý đề cập có thể ngăn cấm sự phân bố của các mẫu thiết kế được sử dụng trong in ấn 3D, hoặc phân phối hoặc bán của mặt hàng in. Để được phép làm những việc này, nơi mà một hoạt động sở hữu trí tuệ đã tham gia, một người sẽ phải liên hệ với chủ sở hữu và yêu cầu một giấy phép, có thể đi kèm với các điều kiện và giá cả. Tuy nhiên, nhiều bằng sáng chế, thiết kế và luật bản quyền có một giới hạn tiêu chuẩn hoặc ngoại lệ cho "tư nhân", sử dụng 'phi thương mại của sáng chế, thiết kế hoặc tác phẩm nghệ thuật được bảo hộ theo sở hữu trí tuệ (IP). Đó là giới hạn tiêu chuẩn hoặc ngoại lệ có thể để lại tin, mục đích phi thương mại đó ngoài phạm vi của quyền SHTT.
Bằng sáng chế bao gồm các sáng chế bao gồm các quy trình, máy móc, sản xuất, và các sáng tác của vật chất và có một thời hạn mà thay đổi giữa các quốc gia, nhưng nói chung là 20 năm kể từ ngày nộp đơn. Vì vậy, nếu một loại bánh được cấp bằng sáng chế, in ấn, sử dụng hay bán một bánh xe như vậy có thể là một hành vi xâm phạm các bằng sáng chế.
Bản quyền bao gồm một biểu thức trong một hữu hình, vừa cố định và thường kéo dài trong cuộc đời tác giả cộng thêm 70 năm sau đó. Nếu ai đó làm một bức tượng, họ có thể có bản quyền trên cái nhìn của bức tượng đó, vì vậy nếu một người nào đó thấy bức tượng đó, họ có thể không phải sau đó phân phối thiết kế để in một bức tượng giống hệt hoặc tương tự.
Khi một tính năng có cả nghệ thuật (có bản quyền) và chức năng (cấp bằng sáng chế) công đức, khi câu hỏi đã xuất hiện tại tòa án Mỹ, các tòa án đã thường xuyên tổ chức các tính năng không có bản quyền, trừ khi nó có thể được tách ra từ các khía cạnh chức năng của sản phẩm. Ở các nước khác của pháp luật và tòa án có thể áp dụng một cách tiếp cận khác nhau cho phép, ví dụ, các thiết kế của một thiết bị hữu ích để được đăng ký (nói chung) là một thiết kế công nghiệp trên sự hiểu biết rằng, trong trường hợp sao chép trái phép, chỉ tính năng không hoạt động có thể được yêu cầu theo luật kiểu dáng trong khi bất kỳ tính năng kỹ thuật chỉ có thể được khẳng định nếu được bao phủ bởi một bằng sáng chế có hiệu lực.

## Mã nguồn mở máy in 3D
- RepRap
- Fab@Home
- Contraptor

## Tác động
Sản xuất phụ gia, bắt đầu với giai đoạn non trẻ của ngày hôm nay, các doanh nghiệp cần sản xuất được linh hoạt, ngày càng hoàn thiện người sử dụng của tất cả các công nghệ sẵn có để duy trì cạnh tranh. Những người ủng hộ sản xuất phụ gia cũng dự đoán rằng arc này sẽ phát triển công nghệ chống toàn cầu hóa, như người dùng cuối sẽ làm nhiều của sản xuất của riêng mình thay vì tham gia vào thương mại để mua sản phẩm của người dân và các tập đoàn khác. Các hội nhập thực sự của các chất phụ gia mới công nghệ vào sản xuất thương mại, tuy nhiên, là một vấn đề mang bổ sung phương pháp trừ truyền thống hơn là thay hoàn toàn chúng.

### Thay đổi xã hội
Từ những năm 1950, một số các nhà văn và các nhà bình luận xã hội đã suy đoán trong một số sâu về những thay đổi xã hội và văn hóa mà có thể là kết quả từ sự ra đời của công nghệ sản xuất phụ gia thương mại giá cả phải chăng. Trong số những ý tưởng đáng chú ý hơn đến đã nổi lên từ những thắc mắc có đã gợi ý rằng, khi ngày càng nhiều máy in 3D bắt đầu vào nhà của người dân, do đó, các mối quan hệ thông thường giữa gia đình và nơi làm việc có thể bị xói mòn hơn nữa Tương tự như vậy, nó cũng đã được gợi ý rằng, khi nó trở nên dễ dàng hơn cho các doanh nghiệp để truyền tải thiết kế cho các đối tượng mới trên toàn thế giới, vì vậy nhu cầu về dịch vụ vận tải tốc độ cao cũng có thể trở nên ít hơn. Cuối cùng, với sự dễ dàng mà đối tượng nhất định có thể được nhân rộng, nó vẫn còn để được nhìn thấy cho dù thay đổi này sẽ được thực hiện pháp luật về bản quyền hiện hành để bảo vệ quyền sở hữu trí tuệ với các công nghệ mới phổ biến rộng rãi.
Khi máy in 3D đã trở thành dễ tiếp cận hơn cho người tiêu dùng, nền tảng xã hội trực tuyến đã phát triển để hỗ trợ cộng đồng. Điều này bao gồm các trang web cho phép người dùng truy cập vào các thông tin như thế nào để xây dựng một máy in 3D, cũng như các diễn đàn xã hội mà thảo luận làm thế nào để cải thiện chất lượng in 3D và thảo luận về các tin tức in ấn 3D, cũng như các trang web truyền thông xã hội được dành riêng để chia sẻ các mô hình 3D. RepRap là một trang web dựa trên wiki đã được tạo ra để giữ tất cả các thông tin về 3d in ấn, và đã phát triển thành một cộng đồng nhằm mang lại cho in ấn 3D để tất cả mọi người. Hơn nữa, có những trang web khác như Thingiverse và MyMiniFactory, được tạo ra ban đầu để cho phép người sử dụng để gửi các tập tin 3D cho bất cứ ai để in, cho phép giảm chi phí giao dịch của việc chia sẻ tập tin 3D. Những trang web này đã cho phép sự tương tác xã hội lớn hơn giữa người sử dụng, tạo ra các cộng đồng xung quanh dành riêng in 3D.
Larry Summers đã viết về những "hậu quả nghiêm trọng" in 3D và công nghệ khác (robot, trí thông minh nhân tạo, vv) cho những người thực hiện nhiệm vụ thường xuyên. Trong quan điểm của ông, "đã có người đàn ông Mỹ thêm về bảo hiểm khuyết tật hơn là làm công việc sản xuất trong sản xuất. Và xu hướng này là tất cả các sai hướng, đặc biệt là cho những người kém lành nghề, năng lực vốn thể hiện trí thông minh nhân tạo để thay thế cổ trắng cũng như blue-collar công việc sẽ tăng lên nhanh chóng trong những năm tới. " Summers khuyên các nỗ lực hợp tác mạnh mẽ hơn nữa để giải quyết "vô thiết bị" (ví dụ như các thiên đường thuế, bí mật ngân hàng, rửa tiền, và chênh lệch giá quy định) cho phép chủ sở hữu tài sản tuyệt vời để "tránh phải trả" thuế thu nhập và bất động, và để làm cho nó khó khăn hơn để tích lũy tài sản lớn mà không đòi hỏi "những đóng góp xã hội lớn" lại, bao gồm: thực thi mạnh mẽ hơn nữa của luật chống độc quyền, giảm bảo vệ "quá mức" sở hữu trí tuệ, sự khích lệ lớn hơn của các chương trình chia sẻ lợi nhuận có thể được hưởng lợi người lao động và cung cấp cho họ một cổ phần tích lũy của cải, tăng cường các thỏa thuận thương lượng tập thể, cải thiện quản trị doanh nghiệp, tăng cường các quy định tài chính để loại bỏ trợ cấp cho các hoạt động tài chính, nới lỏng các hạn chế sử dụng đất mà có thể gây ra các bất động sản của những người giàu tiếp tục tăng giá, đào tạo tốt hơn cho những người trẻ và bồi dưỡng cho người lao động di dời, và tăng đầu tư công cộng và tư nhân trong phát triển cơ sở hạ tầng, ví dụ như trong sản xuất và vận chuyển năng lượng.
Michael Spence đã viết rằng: "Bây giờ đến một... mạnh mẽ, làn sóng công nghệ kỹ thuật số mà được thay thế lao động trong công việc ngày càng phức tạp của quá trình này thay thế lao động và. xóa bỏ trung gian đã được tiến hành cho một số thời gian trong ngành dịch vụ - suy nghĩ của các máy ATM, ngân hàng trực tuyến, hoạch định nguồn lực doanh nghiệp, quản lý quan hệ khách hàng, hệ thống thanh toán di động, và nhiều hơn nữa. Cuộc cách mạng này đang lan rộng cho việc sản xuất hàng hóa, nơi robot và in ấn 3D được thay lao động. " Trong quan điểm của ông, phần lớn các chi phí của các công nghệ kỹ thuật số đến lúc bắt đầu, trong việc thiết kế phần cứng (ví dụ như máy in 3D) và, quan trọng hơn, trong việc tạo ra các phần mềm cho phép các máy để thực hiện các nhiệm vụ khác nhau. "Một khi điều này được thực hiện, chi phí cận biên của phần cứng là tương đối thấp (và giảm khi tăng quy mô), và các chi phí cận biên của sao chép các phần mềm cơ bản là bằng không. Với một thị trường khổng lồ toàn cầu tiềm năng để trừ dần nguyên giá cố định trả trước của thiết kế và thử nghiệm, các ưu đãi đầu tư [trong công nghệ kỹ thuật số] là hấp dẫn. " Spence tin rằng, không giống như các công nghệ kỹ thuật số trước, khiến các công ty triển khai hồ sử dụng đúng mức lao động có giá trị trên toàn thế giới, các động lực trong làn sóng hiện tại của công nghệ kỹ thuật số "là giảm chi phí thông qua việc thay thế lao động." Ví dụ, như chi phí của công nghệ in 3D giảm, nó là "dễ dàng để tưởng tượng" sản xuất mà có thể trở nên "cực kỳ" địa phương và tùy chỉnh. Hơn nữa, sản xuất có thể xảy ra để đáp ứng với nhu cầu thực tế, không thể dự đoán hoặc dự báo nhu cầu. Spence cho rằng lao động, không có vấn đề như thế nào không tốn kém, sẽ trở thành một tài sản ít quan trọng cho sự tăng trưởng và mở rộng việc làm, với quy trình sản xuất theo định hướng thâm dụng lao động trở nên kém hiệu quả, và tái bản địa hóa sẽ xuất hiện ở cả các nước phát triển và đang phát triển. Trong quan điểm của ông, sản xuất sẽ không biến mất, nhưng nó sẽ ít thâm dụng lao động, và tất cả các nước cuối cùng sẽ cần phải xây dựng lại mô hình tăng trưởng của họ xung quanh công nghệ kỹ thuật số và nguồn nhân lực hỗ trợ triển khai và mở rộng của họ. Spence viết rằng "thế giới chúng ta đang bước vào là một trong đó các dòng chảy toàn cầu mạnh mẽ nhất sẽ là ý tưởng và vốn kỹ thuật số, không phải hàng hóa, dịch vụ và vốn truyền thống. Thích ứng với điều này sẽ đòi hỏi phải có sự thay đổi trong tư duy, chính sách, đầu tư (đặc biệt là ở con người vốn), và rất có thể là mô hình việc làm và phân phối."
Forbes chuyên gia đầu tư đã dự đoán rằng in 3D có thể dẫn đến một sự hồi sinh của Mỹ sản xuất, trích dẫn, các công ty sáng tạo nhỏ mà làm ảnh hưởng tới cảnh quan công nghiệp hiện nay, và việc thiếu các cơ sở hạ tầng phức tạp cần thiết trong thị trường gia công phần mềm tiêu biểu.

### Vật liệu đặc biệt
In ấn 3D lớp người tiêu dùng đã khiến vật liệu mới đã được phát triển đặc biệt cho các máy in 3D. Ví dụ, vật liệu sợi đã được phát triển để bắt chước gỗ, bề ngoài của nó cũng như kết cấu của nó. Hơn nữa, công nghệ mới, chẳng hạn như đưa các sợi carbon thành nhựa in, cho phép, vật liệu nhẹ hơn mạnh hơn. Ngoài vật liệu cấu trúc mới đã được phát triển do in ấn 3D, công nghệ mới đã cho phép các mô hình được áp dụng trực tiếp đến các bộ phận in 3D.